# 飛騨川流域一貫開発計画

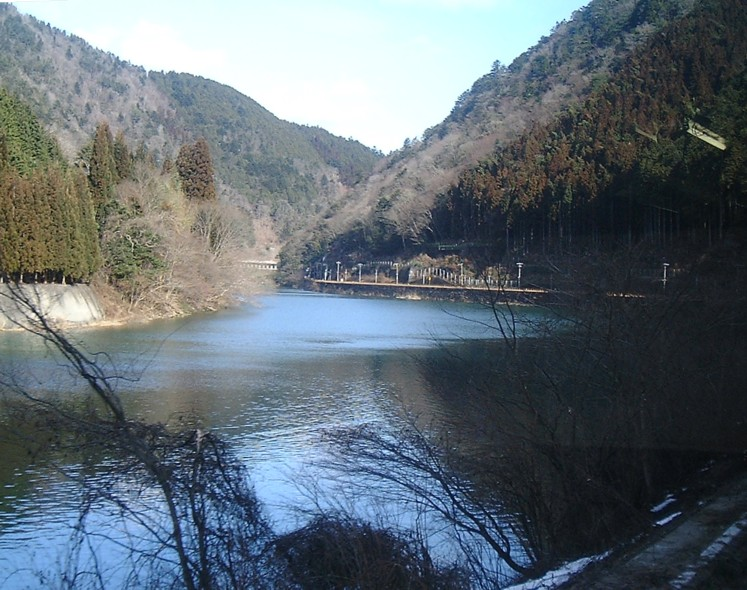
下呂市を流れる飛騨川。

飛騨川流域一貫開発計画（ひだがわりゅういきいっかんかいはつけいかく）とは、岐阜県を流れる一級河川である木曽川の支流、飛騨川を中心として行われた大規模な水力発電計画である。
1962年（昭和37年）より開始されたこの計画は、古くは1911年（明治44年）より日本電力、東邦電力、日本発送電を経て中部電力により進められ、飛騨川の本流・支流に多数の水力発電所を建設。発生した電力を主に名古屋市を中心とした中京圏へ送電することを目的としており、23箇所の水力発電所で総出力114万3530キロワットの電力を生み出している。

## 地理

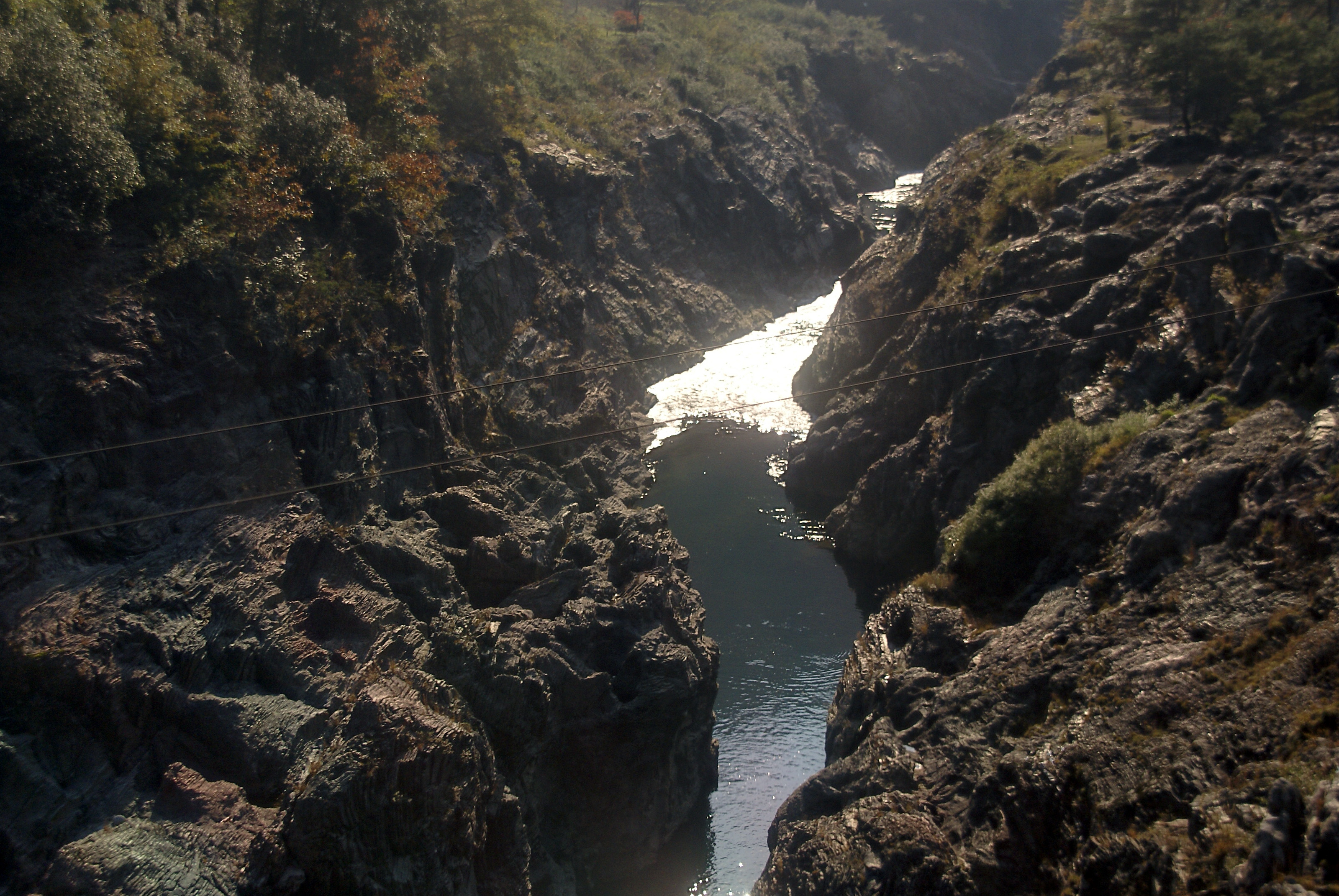
加茂郡白川町・七宗町・川辺町にまたがる飛水峡。険阻な峡谷で飛騨木曽川国定公園に指定されている。

飛騨川は木曽川水系における最大級の支流である。乗鞍岳と御嶽山の中間、岐阜・長野県境の野麦峠（標高1,672メートル）を水源とし、高山市を西、後に宮峠付近より南へと流れ下呂温泉で名高い下呂市を貫流。流域最大の支流・馬瀬（まぜ）川を下呂市金山町の金山橋付近で合わせた後は概ね南西に流路を取り、美濃加茂市において木曽川に合流、太平洋に注ぐ。流路延長約148.0キロメートル、流域面積約2,177平方キロメートルの河川であり、規模としては木曽三川に包括される揖斐川（長さ約121.0キロメートル、流域面積約1,840平方キロメートル）、長良川（長さ約165.7キロメートル、流域面積約1,985平方キロメートル）に匹敵し、特に流域面積については木曽川水系では最大の面積を有する。なお、かつては源流の野麦峠から馬瀬川合流点までを「益田（ました）川」、馬瀬川合流点より木曽川合流点までを「飛騨川」と呼称していたが、1964年（昭和39年）に河川法が改訂され、水系一貫管理の観点から源流より木曽川合流点までの全域が1965年（昭和40年）に「飛騨川」と改称された。
飛騨川は流域のほとんどを山地で占め、本流は飛騨木曽川国定公園に指定されている中山七里や飛水峡といった険阻な峡谷を形成しており概ね急流である。また飛騨山脈を始めとする豪雪地帯が流域の大半を占めるため、年間の総降水量が約2,500ミリと多雨地帯でもある。このため急流・高落差・豊富な水量という水力発電開発の好条件を全て備える河川であり、只見川や黒部川、庄川、熊野川などと並んで明治時代より水力発電の好適地として注目されていた。飛騨川における河川開発はそのほとんどが水力発電に基づくものである。

## 歴史
飛騨川の水力発電事業は1911年にその第一歩が記され、日本電力・東邦電力の開発競争、日本発送電による国家管理を経て戦後中部電力が一貫開発計画として大規模に推進していった。ここでは飛騨川の電力開発史を時系列に記述する。
本文に表記されている水力発電所の出力は、運転開始当時の出力を記している。このため現在の出力とは異なることがある。

### 開発の黎明

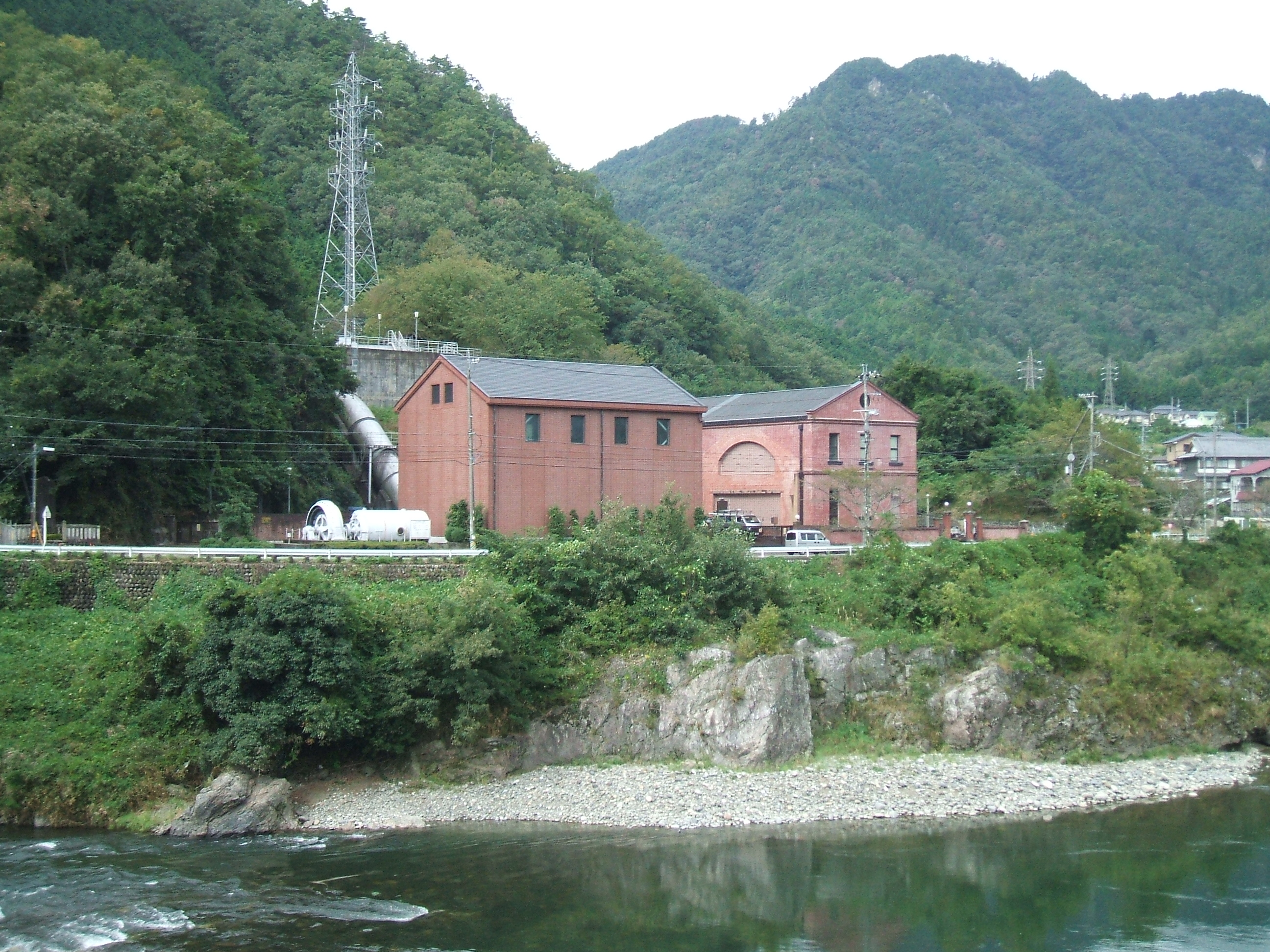
東海地方初の長距離送電に成功した長良川発電所（長良川）。1910年（明治43年）運転開始。

木曽川水系における水力発電事業の初見は1898年（明治31年）に当時の八幡水力電気が長良川の支流である吉田川にごく小規模な発電設備を設けて郡上郡八幡町・川合村（現在の郡上市）に電気を供給したのが最初とされている。その後名古屋電灯が1910年（明治43年）に長良川発電所を稼働させ、発電所から名古屋市まで52キロメートルの長距離送電を開始する。当時は日清戦争・日露戦争に伴い重工業が発達、それに伴い電力需要が急増していたためこれに対応するための電力開発が日本各地で盛んに実施されていた。木曽川水系は水力発電の好適地として俄然注目されていたが、その中でも飛騨川は特に開発地点として魅力的な河川であった。
飛騨川では1914年（大正3年）6月、益田郡小坂町（現在の下呂市）にある製材所の用水を利用した川井田発電所（出力50キロワット）が小坂電灯によって運転を開始し、付近の90戸に電力を供給したのが最初の水力発電事業である。その後飛騨川流域において各集落ごとに自家発電用の発電所が建設され、それと同時に小坂電灯を始め　飛騨電灯、下呂共立電気、佐見川水力電気など小規模な電力会社が設立され、飛騨川流域における電化は徐々に進行した。こうした中で長良川発電所の建設に携わった小林重正は、当時大阪電灯とのシェア競争に鎬を削っていた宇治川電気の招きを受け、1911年に関西電力の設立に際し発起人の一人として参画する。関西方面に電力を供給するため飛騨川の河水を利用しようと企図していた宇治川電気は、岐阜・名古屋間の長距離送電に成功していた小林の技術を利用して飛騨川と京都間の送電網を確立させ、大阪電灯とのシェア競争に勝つという思惑を持っていた。小林は飛騨川における本格的な水力発電開発を目指し、瀬戸発電所・久々野発電所など4地点の開発申請を同年河川管理者である岐阜県庁に提出した。この小林の計画案は、例えば瀬戸発電所については現在運用されている瀬戸第一発電所とほぼ同様の計画であり、1910年から1913年（大正2年）まで当時の逓信省によって実施されていた第一次水力発電調査よりも正確な計画であったとされている。
第一次世界大戦勃発以降電力需要はさらに増加の傾向を見せ、これに対処すべく宇治川電気は中部山岳を流れる河川の水力発電開発を促進し、関西方面に電力を供給するための新会社設立を1919年（大正8年）に行った。これが日本電力であり発足後直ちに小林が計画した4発電所の着手に向けて動き出す。一方名古屋電灯などを吸収合併して東海地方に基盤を築いていた東邦電力は当時飛騨川の発電用水利権を保有していた岐阜興業に役員を送り込んで、将来的に合併させる方向で1922年（大正11年）岐阜電力を設立し飛騨川の開発に当たらせた。こうして飛騨川の水力発電開発は日本電力と東邦電力による開発競争時代に移行する。

### 開発競争時代

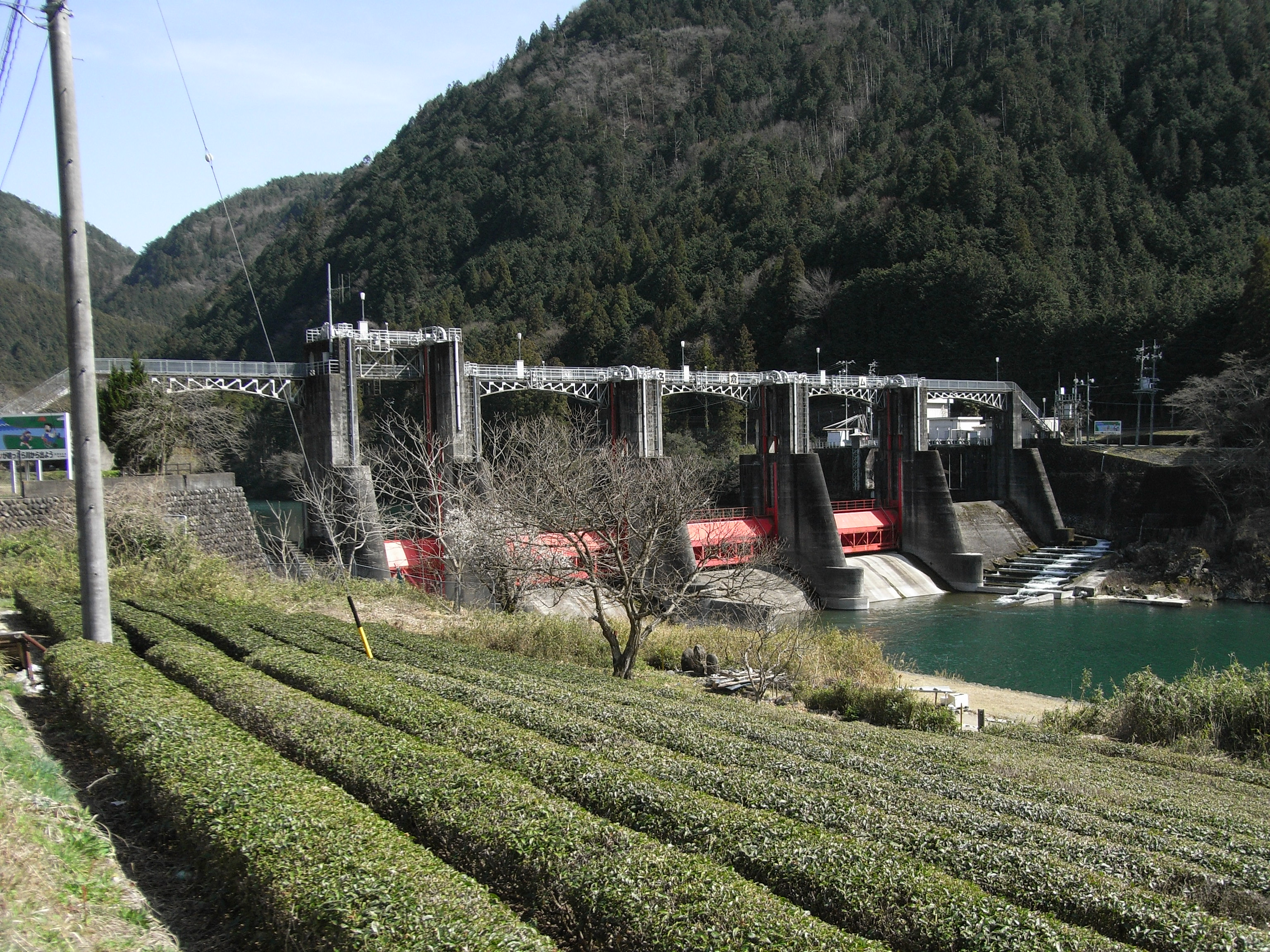
名倉発電所の取水元である名倉ダム（飛騨川）。1936年（昭和11年）完成。

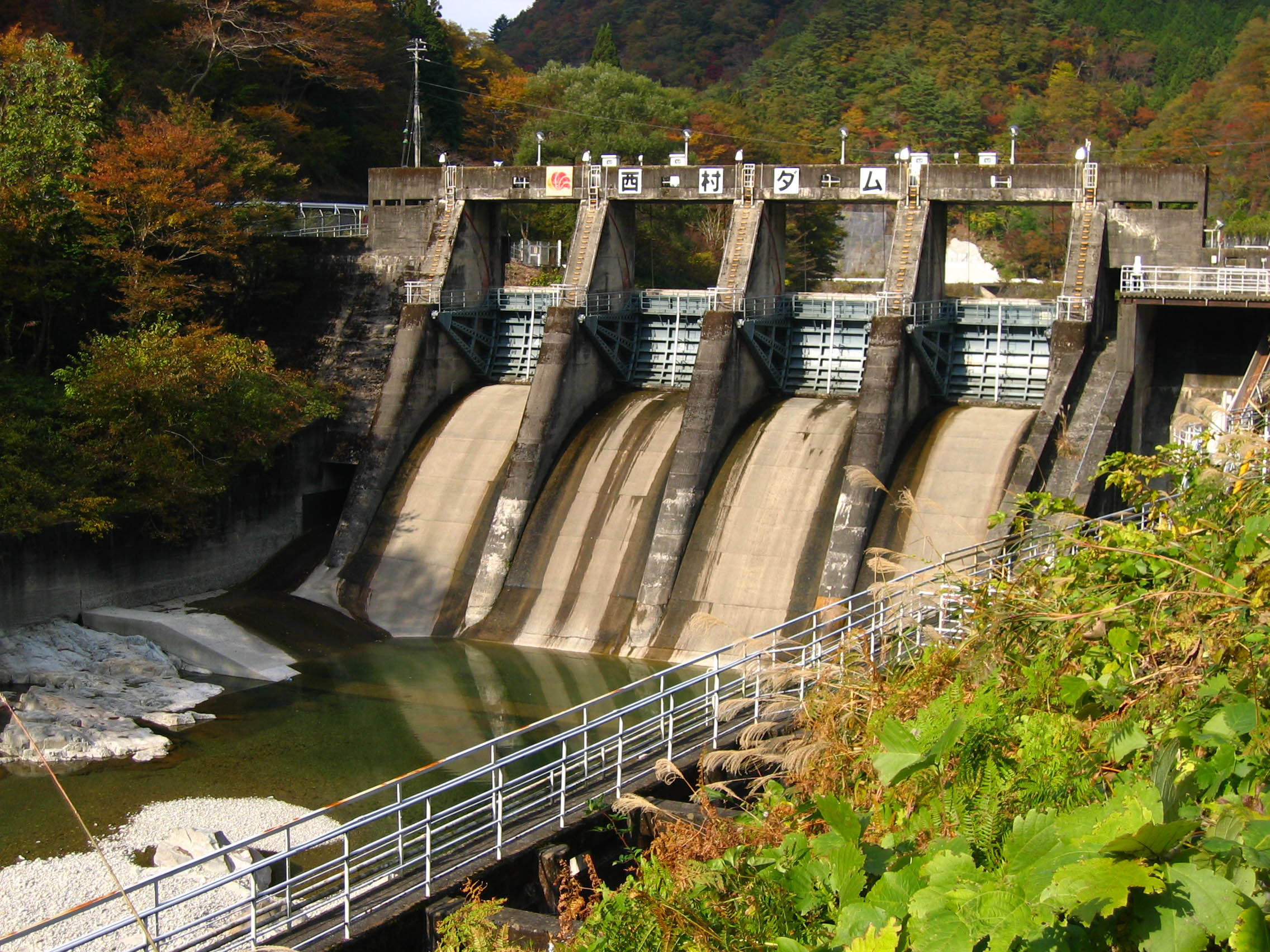
瀬戸第二発電所の取水元である西村ダム（馬瀬川）。1938年（昭和13年）完成。

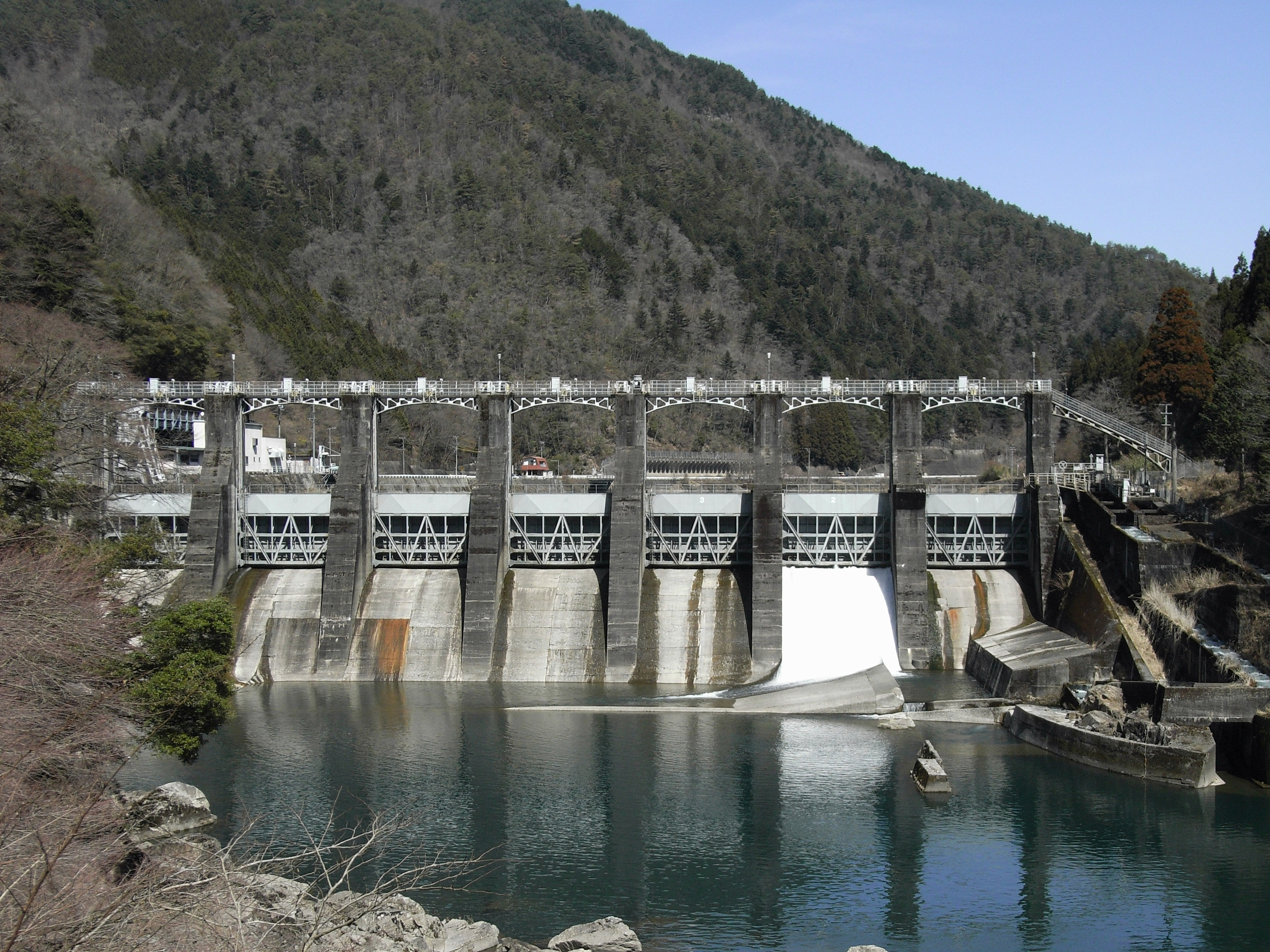
下原発電所の取水元である下原ダム（飛騨川）。1938年完成。

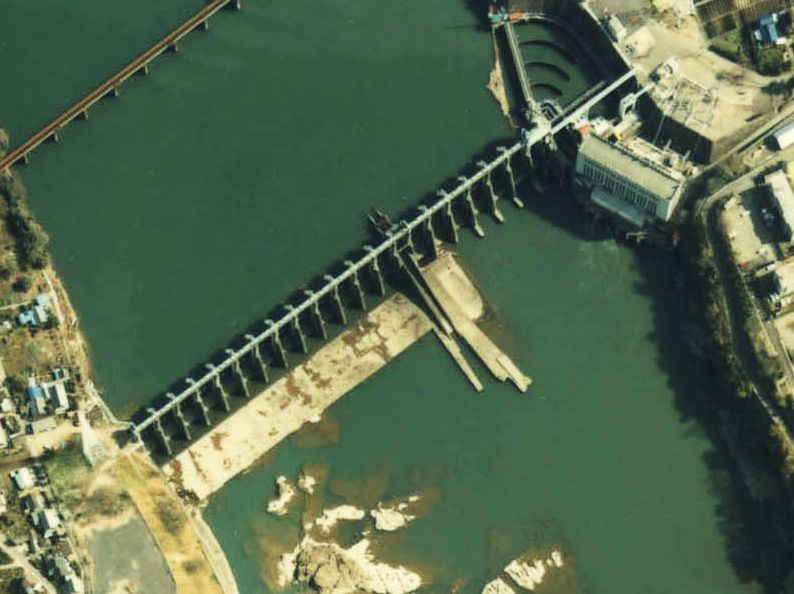
東邦電力と大同電力の共同事業として建設された今渡ダム（木曽川）。1939年（昭和14年）完成。

日本電力と東邦電力による飛騨川の電力開発競争は、まず日本電力が一歩先に開発に着手した。小林が計画した瀬戸第一・馬瀬川・小坂・久々野の4発電所計画を1911年岐阜県庁に申請し、1920年（大正9年）に申請が許可され直ちに工事が開始された。まず瀬戸第一発電所の工事用動力源となる竹原川発電所の工事に着手、益田郡竹原村（現在の下呂市）を流れる飛騨川支流の竹原川に取水堰を設けて最大920キロワットの電力を発生させ、瀬戸第一発電所の工事現場に送電するという目的であった。竹原川発電所は1921年10月に工事許可を得るとわずか1年後の1922年11月に運転を開始した。竹原川発電所完成後日本電力は計画の枢軸となる瀬戸第一発電所の建設に着手。益田郡川西村の飛騨川本流に取水堰である瀬戸ダムを建設し、6,600間の導水路で発電所に導水し2万894キロワットを発電する計画であり、1924年（大正13年）3月に完成した。続いて小坂発電所の建設に着手、途中送電線の用地買収や軟弱な地盤による難工事で工期が長期化し、1920年の工事着手より6年を費やし1926年（大正15年）11月、出力1万8000キロワットの発電所として運転を開始。小坂発電所完成後に今度は馬瀬川発電所の工事に着手、瀬戸第二発電所と名称を変更し馬瀬川上流に西村ダムを建設、そこから全長9キロメートルのトンネルで飛騨川に導水して最大2万1000キロワットを発電する計画とした。
一方東邦電力は岐阜電力に開発を委託し、1919年6月に日本電力の瀬戸第一発電所より下流の飛騨川において発電用水利権を獲得すべく岐阜県庁に申請。翌1920年に飛騨川第一・第二・第三発電所計画が許可されて工事に着手した。この3発電所はその後金山・飛騨川第一・飛騨川第二発電所と名称がそれぞれ変更され、さらに金山発電所計画より下原発電所計画が分離。飛騨川第一発電所は七宗（ひちそう）発電所と名倉発電所に分割、飛騨川第二発電所は上麻生発電所に名称が変更された。東邦電力が最初に着手したのは飛騨川第一計画が分割してできた七宗発電所で、佐見川合流点の直上流に取水堰である七宗ダムを建設、その下流に発電所を建設し最大5,650キロワットを発電する計画で1923年（大正12年）1月23日運転を開始。続いて上麻生発電所の建設に着手する。白川合流点の下流に取水堰である上麻生ダムを建設、途中支流の細尾谷に建設された細尾谷（ほそびだに）ダムを経て加茂郡七宗町上麻生の飛水峡に発電所を設け、最大2万4300キロワットを発電する。当時飛騨川最大の発電所となった上麻生発電所は1926年10月29日に運転を開始した。続いて馬瀬川合流点直下流に建設する大船渡ダムを取水元とする出力6,425キロワットの金山発電所と下原ダムを取水元とする出力1万9451キロワットの下原発電所が1926年より着手されたが、ここで日本電力の計画と東邦電力の計画が衝突する。
日本電力は先述の通り馬瀬川に西村ダムを建設して飛騨川へ導水する瀬戸第二発電所の建設を進めていたが、これは東邦電力が下原発電所の水利権申請を行った5年後の1930年（昭和5年）に計画を変更したものであり、下原発電所の申請時とは異なる計画であった。この計画変更に沿って瀬戸第二発電所が建設されると下原発電所は工事の大幅変更を迫られるほか、この後東邦電力が計画していた東村発電所計画は費用対効果の面で計画が成り立たなくなる。東邦電力と日本電力は4年間協議を重ね、瀬戸第二発電所の方が発電効率が良いことから東邦電力は東村発電所の計画を中止し、下原発電所については馬瀬川ではなく飛騨川の水量を増加させて発電するという日本電力に有利な条件で妥結した。ただし日本電力は1日たりとも発電所工事の遅延が許されなくなり、遅れた場合は相応の賠償金を東邦電力に支払うという取り決めも同時に交わされている。日本電力は期日どおり瀬戸第二発電所を1938年（昭和13年）10月に完成させ、東邦電力も下原発電所を同年12月に完成させている。日本電力は瀬戸第二発電所の運転開始により、飛騨川流域での開発に一区切りをつける。
その後東邦電力は岐阜電力を合併し、直接飛騨川の開発に乗り出す。加茂郡白川町の飛騨川に建設した名倉ダムを取水元とする出力1万9678キロワットの名倉発電所を1936年（昭和11年）に完成させ、開発の手を飛騨川最下流部に伸ばす。まず加茂郡川辺町の飛騨川本流に川辺ダムを建設し、出力2万6500キロワットの川辺発電所を1937年（昭和12年）3月26日に完成させ、さらに発電による放流で流量が不均衡となり、下流への利水や河川環境への影響を防ぐための逆調整池を建設するため飛騨川と木曽川の合流点にダムを建設する計画を立てた。しかしここで今度は木曽川本流の水力発電事業を進めていた大同電力と衝突する。
大同電力は既に落合ダム、大井ダム、笠置ダムといった発電用ダムを木曽川本流に建設しており、大井ダム建設に際して宮田用水取水口が水没することから下流の宮田用水・木津用水を介して灌漑の恩恵を受ける農家との間で宮田用水事件という水利権問題を抱えていた。この水利権問題解決と逆調整の目的を以って東邦電力と同じ地点にダムを建設する構想を立てていた。このため事業の調整が必要となり両社は協議を重ねるが、濃尾平野の重要な水源である木曽川の水利用において、計画中のダムは重要な役割を果たすため速やかな施工を河川管理者である岐阜県知事より求められた。両社は発電用水利権をそれぞれ提供し共同事業としてダム及び発電所の建設に取り掛かり、1939年（昭和14年）に完成させた。これが今渡ダムと今渡発電所であり、現在は関西電力が管理している。
こうして大正・昭和初期における飛騨川の水力発電開発は日本電力、東邦電力、大同電力という当時の五大電力会社のうちの三社が事業に絡み合う複雑な様相となっていた。しかしこの間日本は満州事変以降急速に戦時体制に向かっており、電力事業も次第にその影響を受けるようになった。

### 日本発送電の登場

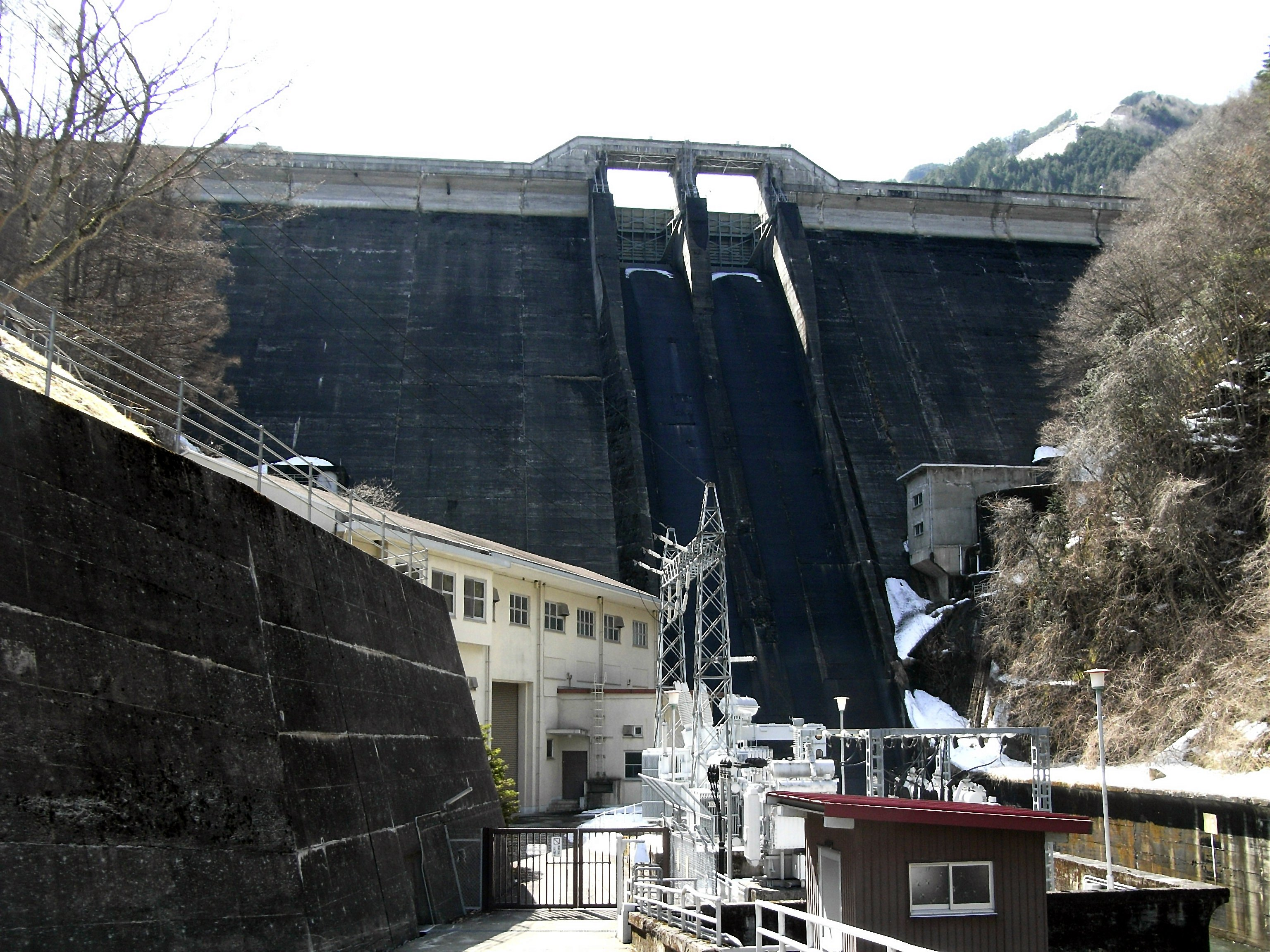
日本発送電が計画した朝日ダムと朝日発電所（飛騨川）。1953年（昭和28年）完成。

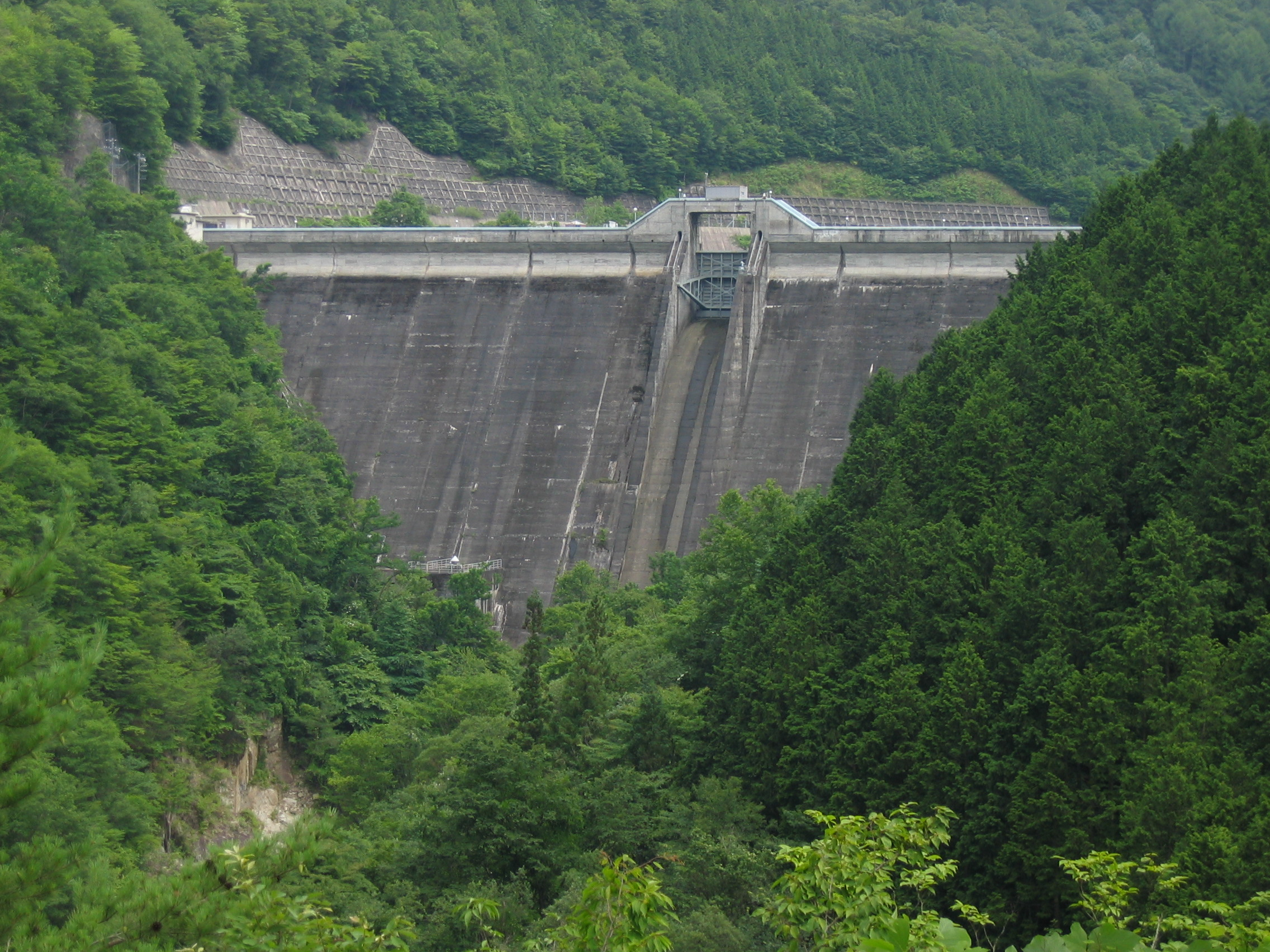
朝日ダムとの間で貯水を融通して飛騨川下流の発電所出力を増強させる秋神ダム（秋神川）。1953年完成。

国家総力戦を至上命令に政治の主導権を掌握していた東條英機などの軍部統制派の圧力に抗し切れなくなった第1次近衛内閣は、1938年1月第73回帝国議会に電力国家統制のための三法案を上程。東邦電力社長であった松永安左エ門ら電力業界の猛反発を抑えて国家総動員法などと共に電力管理法、日本発送電株式会社法ほか1法案を成立させ、これに沿って1939年日本発送電を発足させた。「半官半民」と謳ってはいたが、経営・人事の全てを内閣が握っており事実上国家による電力管理が開始された。日本発送電は出力5,000キロワット以上の水力発電所およびダム、出力1万キロワット以上の火力発電所、重要な送電・変電設備を管理し、発電と送電を一括して実施すると同法で定められ、これに伴い日本各地の発電・送電・変電施設は「出資」という形で強制接収された。
飛騨川に建設された水力発電所についてもこの例に漏れず、接収の対象となった。1941年（昭和16年）配電統制令の発令に伴い日本全国の電力会社が解散させられ9配電会社に再編されたが、この年の5月日本電力と東邦電力が所有していた全ての水力発電所とダムが日本発送電に接収され、全て「国直轄管理」となった。日本発送電は接収後飛騨川の水力発電事業について、飛騨川上流部の大野郡朝日村（現在の高山市）に大規模なダム式発電所の建設を計画する。これが朝日ダムと朝日発電所であるが太平洋戦争の激化に伴い建設物資が不足、事業は中断したまま終戦を迎えた。
戦後の1946年（昭和21年）6月、日本発送電は朝日村に現地事務所を設置するが、設置当初は養蚕小屋を借りて業務を行うという状況であった。その中で基礎的な資料収集を行うが1948年（昭和23年）日本発送電は戦時体制に協力した独占資本であると連合国軍最高司令官総司令部(GHQ)より過度経済力集中排除法の指定を9配電会社と共に受け、以後電力再編成について政界や財界を巻き込んだ激しい論争の渦中に叩き込まれた。最終的に旧東邦電力社長で、電気事業再編成審議会委員長である松永が提案した「9ブロック分割案」がGHQに受け入れられ、1951年（昭和26年）ポツダム政令として電気事業再編成令が発令。日本発送電と9配電会社は発電・送電・配電を一括で行う9電力会社として分割・民営化された。中部地方では日本発送電東海支社と中部配電が合併する形で中部電力が誕生する。しかし発電用水利権の帰属に関しては旧日本電力・旧大同電力の流れを汲む関西電力との間で木曽川水系の水利権帰属について紛糾する。
豊富な水量と高落差を有し、未開発の水力資源が多く残存する木曽川水系の水利権帰属は、北陸地方の河川と同様に大いに揉めた。最終的に公益事業委員会の裁定によって木曽川本流については関西電力、長良川・揖斐川そして飛騨川については中部電力が水利権を継承することで決定し、以降飛騨川の水力発電所とダム、そして発電用水利権の一切は中部電力が所有することになり現在に至る。

### 流域一貫開発へ

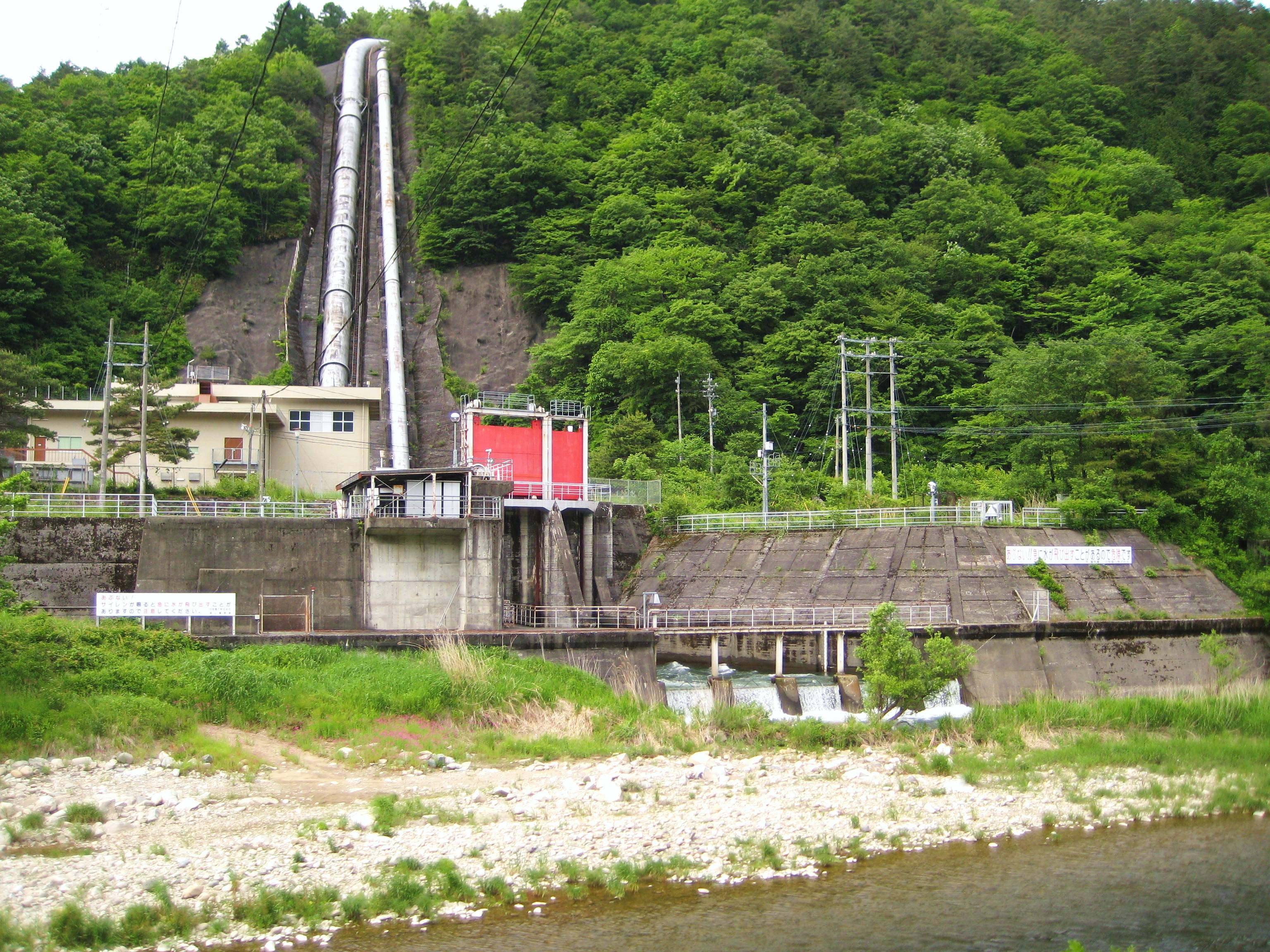
久々野発電所。1962年運転開始。

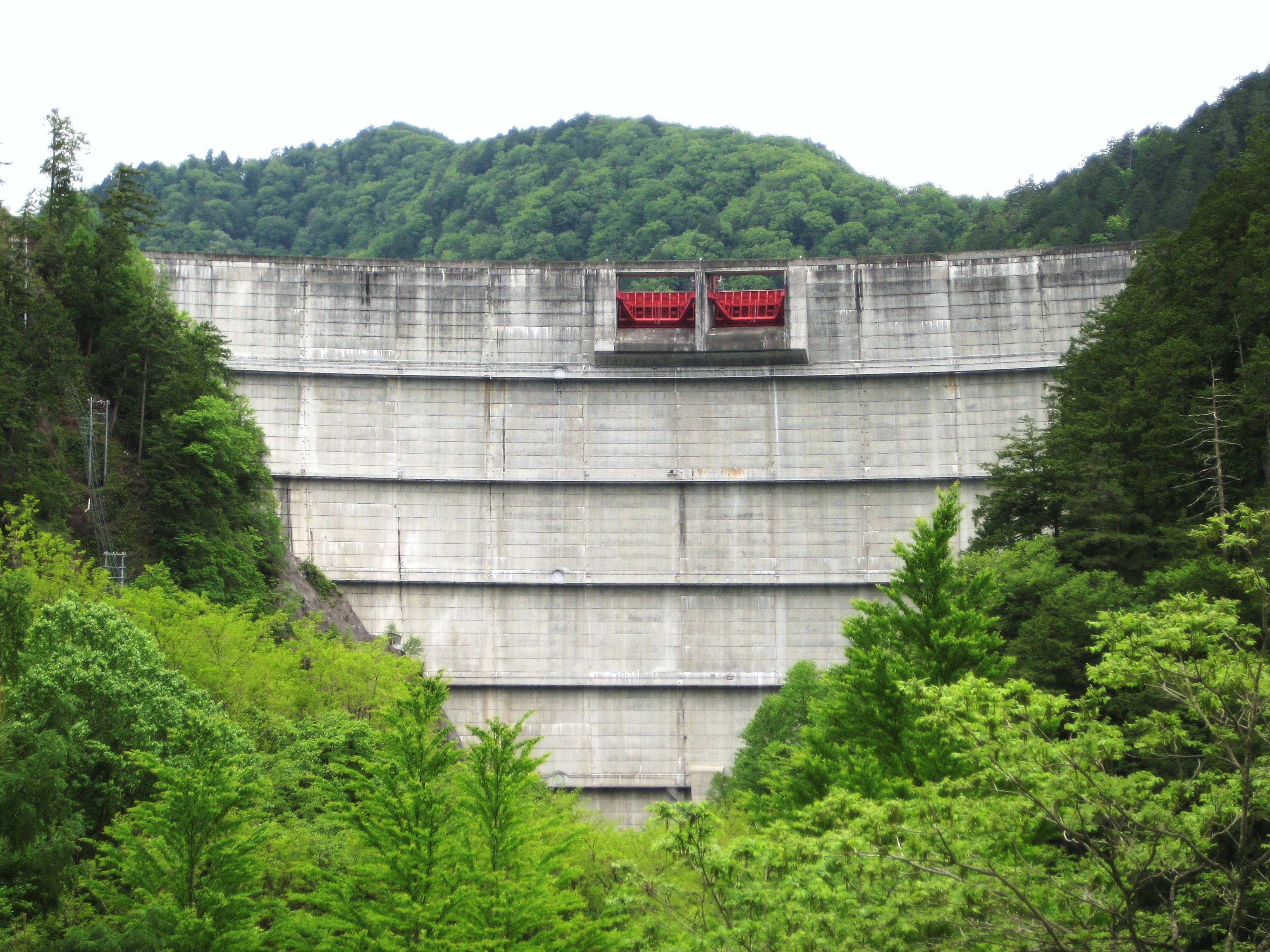
高根第一発電所の上部調整池・高根第一ダム（飛騨川）。1969年（昭和44年）完成。

飛騨川流域の水力発電事業を継承した中部電力は、日本発送電が調査していた朝日発電所とダム工事に着手する。当時電力施設は空襲による破壊や酷使による故障、新規開発の停滞により十全の電力供給を図れなかった。反面電力需要は民需用電力の使用制限が解除されたことで爆発的に増加、結果需給バランスが崩壊して頻繁な停電を伴う深刻な電力不足に陥った。このため大規模な貯水池を有する水力発電所を建設することで年間を通じ安定した電力供給を行い、当時石炭不足で稼働率の低かった火力発電所に代わる主力設備として大規模なダムを擁する水力発電所の建設が日本各地で盛んに行われるようになった。さらに流域間で効率的な水の利用を行うことで既に運転している水力発電所の出力や年間発生電力量を増加させることも電力供給上重要となった。このため飛騨川流域でも戦前とは異なり流域全体で水力発電開発計画を進める必要が生じ、朝日発電所の建設などを経て1962年流域全体の大規模水力開発計画を立てた。飛騨川流域一貫開発計画である。
まず朝日発電所については飛騨川本流に朝日ダムを、支流の秋神川に秋神ダムを建設し両方の貯水池より導水した水を発電所に送り、2万500キロワットの発電を行う。朝日発電所は1953年（昭和28年）に両ダムと共に完成、運転を開始。続いて小坂・瀬戸第一発電所間に残された落差を有効利用するための東上田発電所（出力3万5000キロワット）の建設が始まり、飛騨川本流の旧小坂町東上田に東上田ダムを建設して発電する水路式発電所として1955年運転を開始。さらに小林重正が発案し1920年に水利権使用許可を得ていた久々野発電所（出力3万8400キロワット）は1960年（昭和35年）より朝日ダムの直下流に久々野ダムを建設、トンネルによって大野郡久々野町（現在の高山市久々野町）の発電所に送水するという計画で、1962年に運転を開始した。
朝日・東上田・久々野の3発電所は河川の流量が減少する冬季の渇水期にも安定して発電し、電力需要のピークに対応可能とするため建設されたが、1960年代に入ると大容量火力発電所の建設が活発になり次第に電力開発の主眼が水力から火力へ移行する「火主水従」時代になりつつあった。また原子力発電も実用化され始めた。こうした火力発電や原子力発電は高出力運転を継続しなければならないため、緊急時即座に出力を増強する運転は困難であった。これを補い火力・原子力との連携を図る上で注目されたのが揚水発電であり、1965年7月には従来の飛騨川流域一貫開発計画を拡充した飛騨川150万キロワット一貫開発計画を立案。その根幹事業として計画されたのが高根第一・第二発電所である。飛騨川本流最上流部の大野郡高根村（現在の高山市）に高根第一ダムと高根第二ダムを、両ダムの間で揚水発電を行う高根第一発電所（出力34万キロワット）と、高根第二ダムを取水元とする高根第二発電所（出力2万5100キロワット）をそれぞれ建設して増加する電力需要に対応するというものである。両発電所は1969年（昭和44年）に運転を開始し、飛騨川流域における電力発生量は大幅に増加した。なお高根第一ダムは飛騨川流域における唯一のアーチ式コンクリートダムであり、高さ133.0メートルは飛騨川流域随一を誇る大規模なダムである。

### 河川総合開発への参加

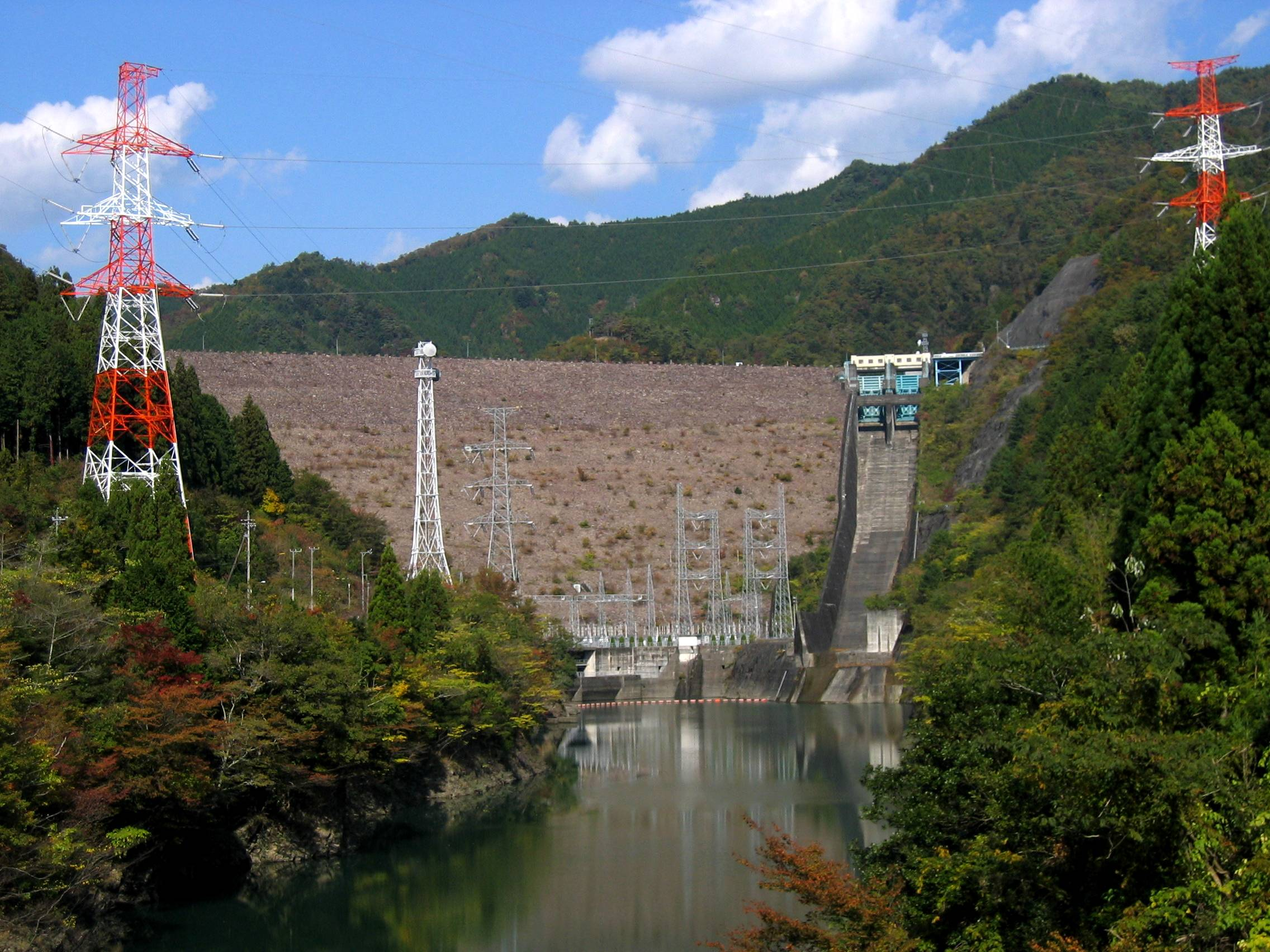
馬瀬川第一発電所の上部調整池・岩屋ダム（馬瀬川）。東海三県の水がめでもある。1976年（昭和51年）完成。

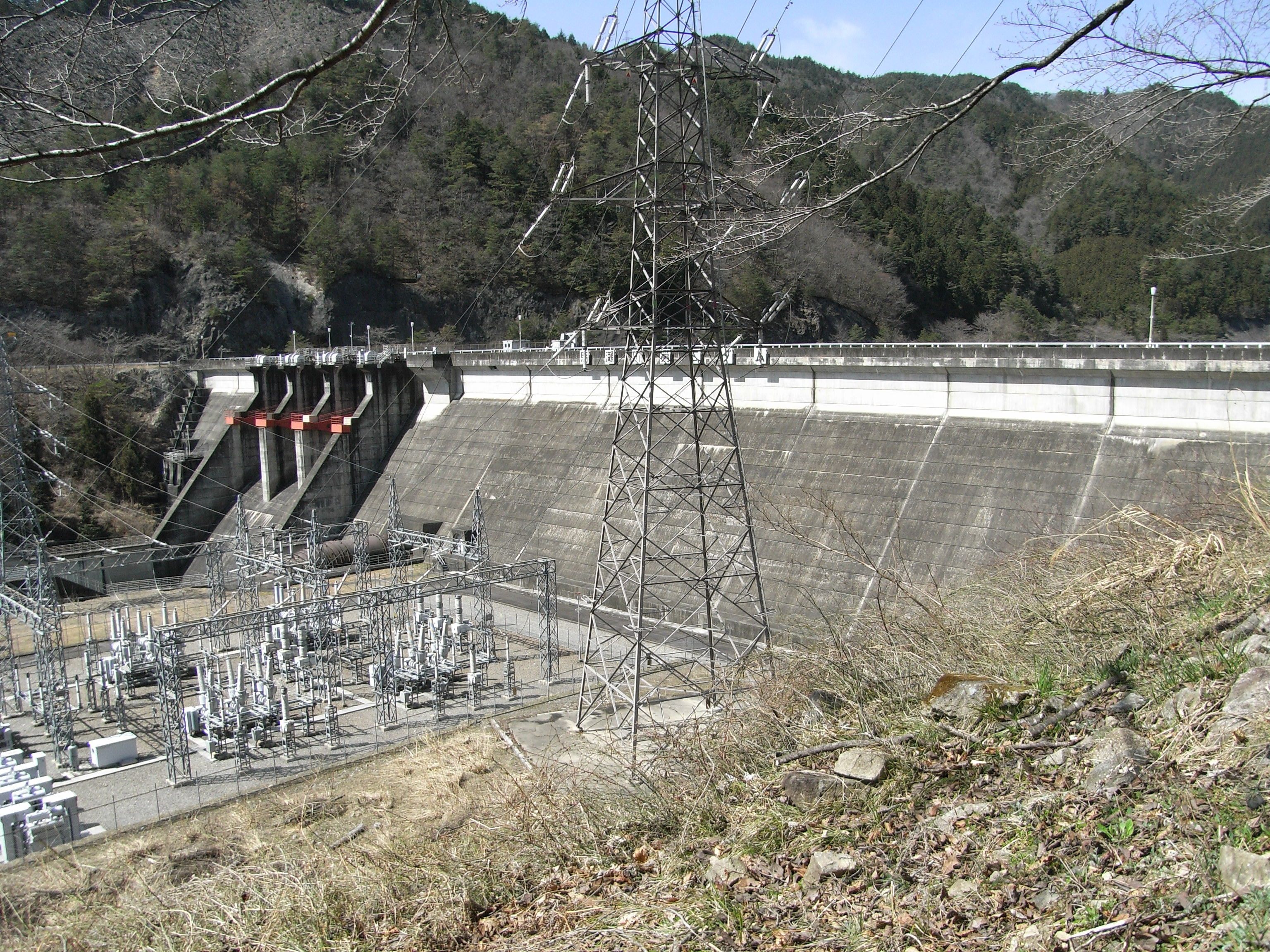
馬瀬川第一発電所の下部調整池・馬瀬川第二ダム（馬瀬川）。1976年完成。

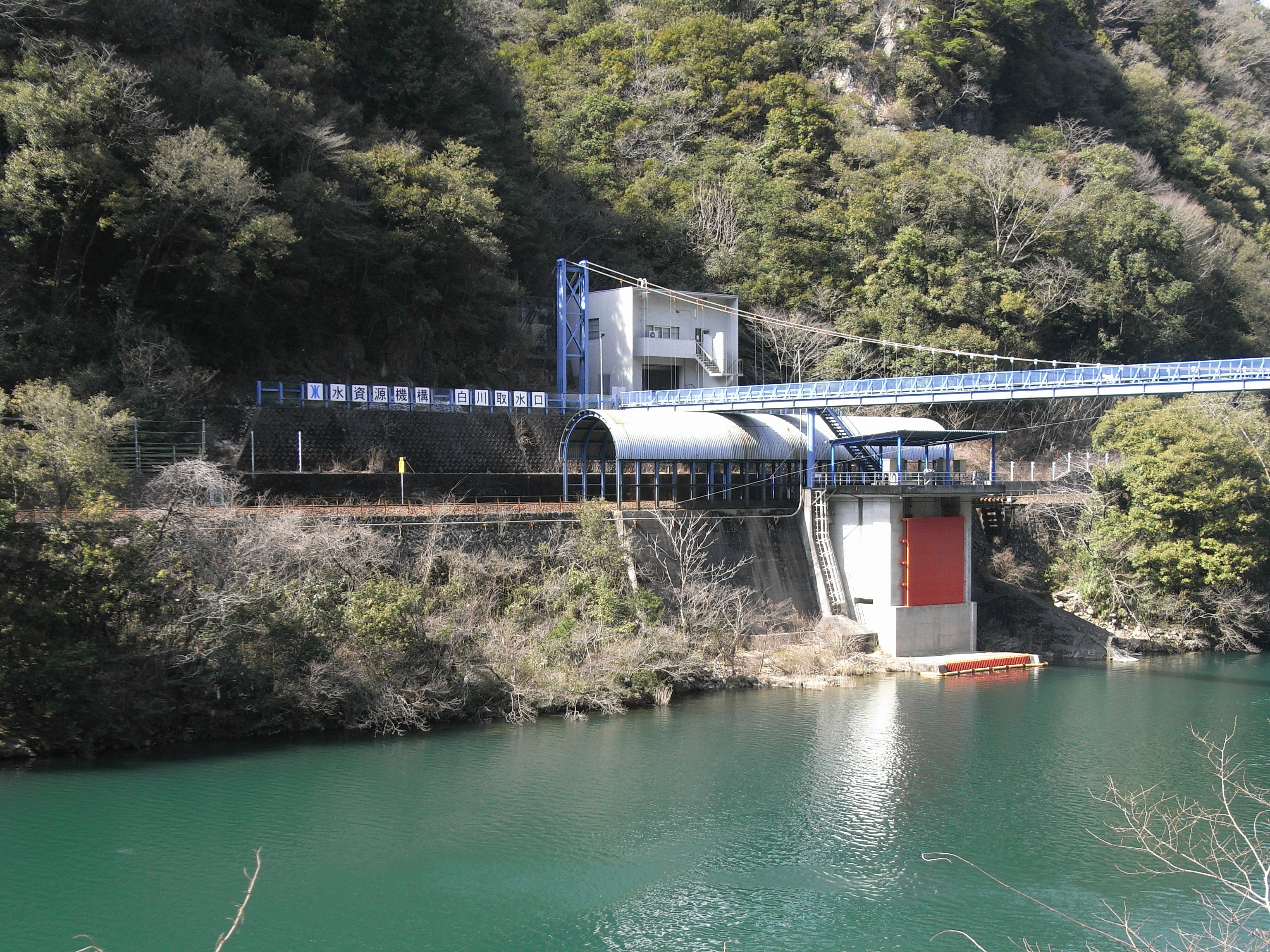
上麻生ダム湖にある水資源機構白川取水口（飛騨川）。ここから木曽川用水が取水される。

戦後の河川開発において重要だったのは電力開発だけではなく、カスリーン台風を皮切りに連年日本を襲った水害に対応するための治水と、極端な食糧不足に対処するための灌漑整備があった。経済安定本部は木曽川のほか日本の主要10水系を対象に1949年（昭和24年）多目的ダムを軸とした治水対策である河川改訂改修計画を、農林省（現在の農林水産省）は1948年より国営農業水利事業を策定し1河川単独ではなくテネシー川流域開発公社(TVA)を模範とした水系全体での河川開発を志向していた。第3次吉田内閣はこうした河川総合開発事業をより強力に推進するため、1951年国土総合開発法を制定し日本各地で22地域を選定した特定地域総合開発計画を立案する。
飛騨川を含む木曽川水系では1951年に木曽特定地域総合開発計画が閣議決定された。この計画において飛騨川流域は主に水力発電を主眼とした河川開発が計画され、その中で朝日・秋神・久々野・東上田の各ダム・発電所計画が明記されているが、翌1952年（昭和27年）3月には建設省中部地方建設局（現在の国土交通省中部地方整備局）により木曽川水系流域計画が策定され、木曽川を始め揖斐川、長良川、飛騨川に洪水調節を目的としたダムの建設が計画された。これにより木曽川水系には信濃川水系との導水を含む15箇所の多目的ダムを建設して治水と灌漑、そして水力発電を行う方針に変更され、その手始めに関西電力が発電専用として建設していた丸山ダム（木曽川）が治水目的を持つ多目的ダムに変更されている。中部電力が手掛けていた飛騨川流域においても5箇所の多目的ダム計画が立てられた。
飛騨川本流に久田見ダム、支流の小坂川に落合ダム、馬瀬川に岩屋ダム、和良川に岩瀬ダムが新規で計画され、中部電力が施工していた朝日ダムについては規模を拡大して治水・灌漑目的を追加するというのが計画の骨子である。久田見ダム建設により上麻生発電所は取水口である上麻生ダムが水没するが、代わりに久田見ダムが新たな取水元となり、出力も7万2000キロワットに拡充される。その反面朝日ダムについては治水容量や灌漑容量が増設されるため相対的に発電容量が減らされ、出力も1万9000キロワットに減少する。しかしこれらのダム計画は何れも立ち消えとなり、飛騨川の開発は中部電力による先述の計画が進められた。
飛騨川流域において再度の総合開発計画が登場したのは高度経済成長が本格的となる1963年（昭和38年）のことである。まず高根第一ダムの多目的ダム化が検討されたが費用対効果の面で断念され、次に馬瀬川において総合開発計画が検討された。既に木曽特定地域総合開発計画において馬瀬川本流に岩屋ダム計画が検討されたが、中部電力は高根第一・第二発電所に次ぐ揚水発電開発地点としてこの岩屋地点に注目していた。そこへ木曽川中流部への灌漑を目的とした木曽川総合用水事業を農林省が計画、岩屋地点に灌漑用ダムの建設を考えたことから1968年通商産業省は灌漑と水力発電を目的とした総合開発計画として岩屋地点を正式に採択、岩屋ダム計画が復活する。ところが今度は中京圏の水需要増加に対処するため木曽川水系が1965年（昭和40年）に水資源開発促進法による開発水系に指定されたことで、水資源開発公団（現在の水資源機構）が岩屋地点を開発対象に選び、さらに伊勢湾台風以後の木曽川水系治水対策として建設省が1966年（昭和41年）に特定多目的ダム法に基づく岩屋ダム計画を発表したことから事態は複雑になり、関係各省庁との折衝が長期化した。
一時は電源開発促進法に基づき電源開発が事業を担当するという案も出されたが、建設省、農林省、通商産業省、経済企画庁、中部電力の間で調整が図られた結果、水資源開発公団が事業主体、中部電力は電気事業者として馬瀬川総合開発事業である岩屋ダム計画に参加することが1968年（昭和43年）10月総理府告示第35号で公示された。岩屋ダムは飛騨川流域最大の総貯水容量を有する多目的ダムとして建設され、岐阜県・愛知県・三重県北部の水がめとして1976年（昭和51年）完成する。ダムの施工は中部電力が担当し、揚水発電である馬瀬川第一発電所（出力28万8000キロワット）と、逆調整池兼揚水発電の下部調整池として馬瀬川第二ダムを直下流に建設。馬瀬川第二発電所（出力6万6400キロワット）を同時に建設して夏季の電力需要ピーク時に対応する態勢を整えた。なお岩屋ダムを水源とする木曽川用水は上麻生ダム貯水池において取水され、濃尾平野の農地へ灌漑用水を供給する。
なお、河川法改訂により発電用ダムなどの利水のみを目的とするダムにおいても治水に対する責務が明確化されたことで、1965年の河川法施行令や1966年の建設省河川局長通達・建河発第一七八号が施行され具体的な治水対策が明文化された。中部電力管理のダムでは大井川本流の畑薙第一ダム、畑薙第二ダム、井川ダムが通達第一類ダムに、天竜川本流の泰阜ダム、平岡ダムが通達第二類ダムに、大井川本流の奥泉ダムが通達第三類ダムに指定された。木曽川水系でも水資源機構の牧尾ダム（王滝川）が第一類、木曽川本流の関西電力落合・大井・笠置ダムが第二類に指定されたが、飛騨川流域については最初から目的に洪水調節がある岩屋ダムと大ヶ洞ダム（大ヶ洞川）を除き、中部電力管理の発電用ダムについては通達でどの分類に指定されているかは詳らかではない。

### 計画完了へ

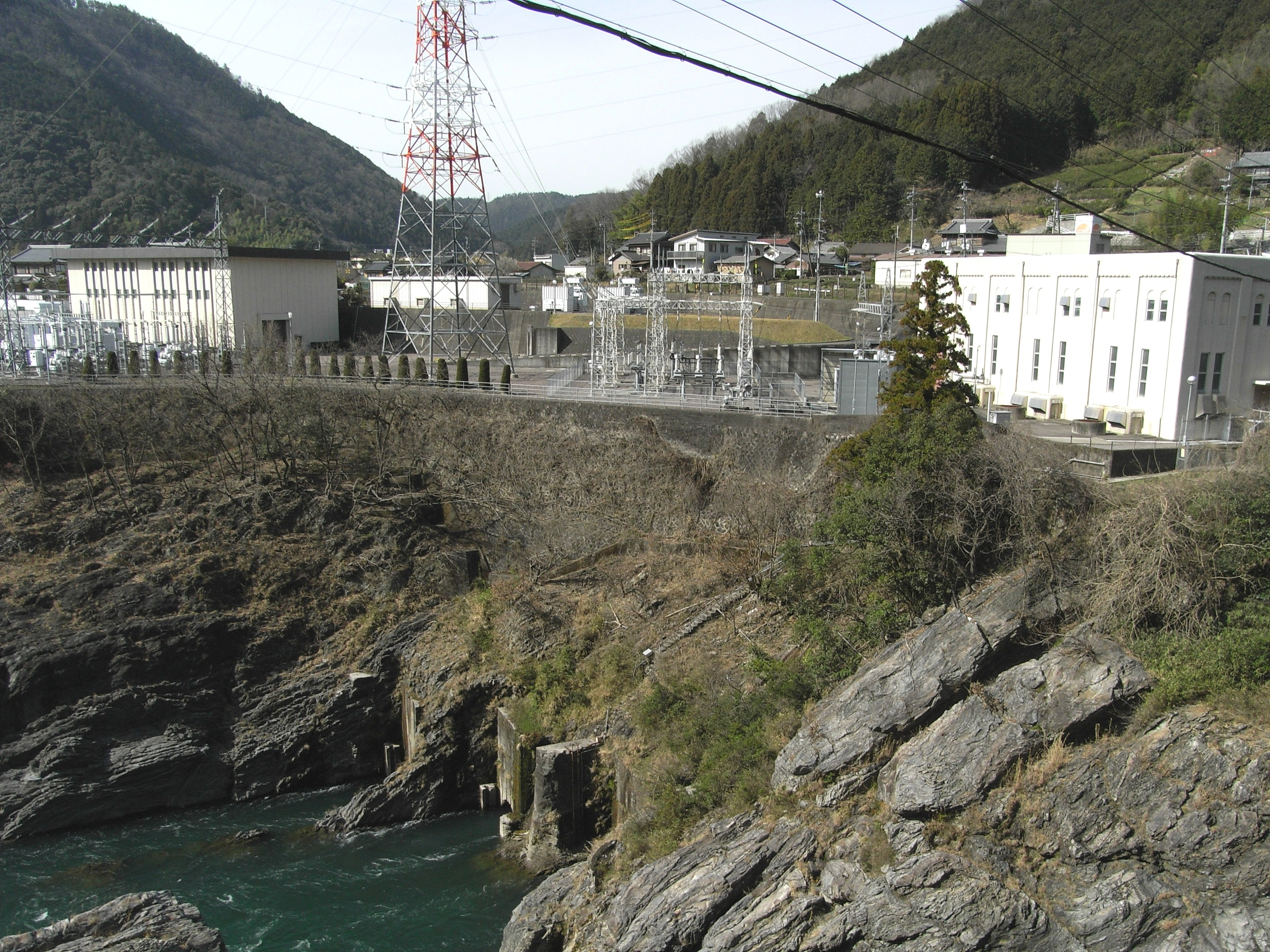
1987年（昭和62年）に完成した新上麻生発電所（左）。右側は上麻生発電所。

馬瀬川第一・第二発電所の完成によって、大規模なダムによる水力発電開発は峠を越える。1977年（昭和52年）より水路式発電所である中呂発電所（出力1万3300キロワット）の建設が開始されたが、この発電所は瀬戸第一発電所や馬瀬川第一・第二発電所の放流水を有効に活用して発電に利用するため建設されたものである。馬瀬川と飛騨川を結ぶ長さ6.6キロメートルのトンネル工事は阿寺断層に阻まれ難航したが、翌1978年（昭和53年）に運転を開始した。1983年（昭和58年）には支流の小坂川に小坂川発電所（出力2万1300キロワット）が完成するが、この小坂川発電所完成を以って、新規の水力発電所建設は終了し、以後は既に建設された水力発電所の再開発へと軸足を移す。
大正時代に建設された瀬戸第一発電所などの水力発電施設は長年にわたる使用によって老朽化が進んでおり、またそれ以降に完成した水力発電所との連携を図る上では施設を改築することでより効率的な発電を行うことが可能となる。1982年（昭和57年）に七宗発電所の近傍に新七宗発電所（出力2万キロワット）が、1987年（昭和62年）には上麻生発電所の隣に新上麻生発電所（出力6万1400キロワット）が完成し、増え続ける電力需要に対応している。また2003年（平成15年）には瀬戸第一・第二、下原、大船渡（金山発電所を改称）、七宗、佐見川の各発電所の設備が改修されている。
現在飛騨川流域に存在する水力発電所は23箇所に上り、その総出力は114万3530キロワットに達し大規模新鋭火力発電所1基に匹敵する。飛騨川流域が持つ包蔵水力は1956年（昭和31年）に通商産業省が実施した第四次水力開発調査によれば116万7560キロワットあり、新上麻生発電所完成とその後の発電所改修により調査で示された包蔵水力の97.9パーセントが開発され、ほぼ水力資源は開発され尽くしている。従って現時点で新規に開発が予定されている水力発電所計画は存在しない。また支流の佐見川に高さ117.0メートルの佐見川ダムを建設し出力1万5700キロワットを発電する新佐見川発電所計画を始め、新朝日・新東上田・濁河・小原・新名倉・中麻生などの水力発電所計画があったが、費用対効果や地元の了承が得られないなどの理由で構想のみ、あるいは計画が中止している。飛騨川流域一貫開発計画は所定の目的がほぼ達成され、新上麻生発電所の運転開始を以って、事実上完了した。
また、険阻な飛騨川の地形や厳しい気候環境の中で実施された大規模な開発計画であり、この計画遂行により合計138名の労務者が労働災害で殉職している。

## 発電・送電施設

### 発電所一覧
下表は現在飛騨川流域で運転を行っている水力発電所と取水元のダム・堰について一覧にしたものである。なお発電所・堰データは『飛騨川　流域の文化と電力』p.878および社団法人電力土木技術協会『水力発電所データベース』、ダムデータは財団法人日本ダム協会『ダム便覧』岐阜県のダムより引用する。また単位については常時・認可出力はキロワット、ダムの高さはメートル、総貯水容量は1,000立方メートルである。
| 河川          | 発電所     | 常時出力 | 最大出力 | 発電形式   | ダム                  | 型式         | 高さ      | 総貯水容量    | 運転開始年 | 所在地       | 備考       |
| ------------- | ---------- | -------- | -------- | ---------- | --------------------- | ------------ | --------- | ------------- | ---------- | ------------ | ---------- |
| 飛騨川        | 高根第一   | 0        | 340,000  | 揚水       | 高根第一ダム          | アーチ       | 133.0     | 43,600        | 1969       | 高山市       |            |
| 飛騨川        | 高根第二   | 590      | 25,100   | ダム水路式 | 高根第二ダム          | 中空重力     | 69.0      | 11,927        | 1969       | 高山市       |            |
| 飛騨川 秋神川 | 朝日       | 6,700    | 20,500   | ダム式     | 朝日ダム 秋神ダム     | 重力         | 87.0 74.0 | 25,513 17,584 | 1953       | 高山市       |            |
| 飛騨川        | 久々野     | 12,200   | 38,400   | 水路式     | 久々野ダム            | 重力         | 26.7      | 1,247         | 1962       | 高山市       |            |
| 飛騨川        | 小坂       | 17,400   | 49,400   | 水路式     | 小坂ダム              | 堰           | 10.9      | -             | 1930       | 下呂市       | 1966年増設 |
| 飛騨川        | 東上田     | 16,400   | 35,000   | 水路式     | 東上田ダム            | 重力         | 18.0      | 1,065         | 1954       | 下呂市       |            |
| 飛騨川        | 瀬戸第一   | 7,740    | 28,200   | 水路式     | 瀬戸ダム              | 堰           | 5.4       | -             | 1924       | 下呂市       |            |
| 飛騨川        | 中呂       | 0        | 13,300   | 水路式     | -                     | -            | -         | -             | 1978       | 下呂市       |            |
| 飛騨川        | 下原       | 3,800    | 22,200   | ダム水路式 | 下原ダム              | 重力         | 23.9      | 2,936         | 1938       | 下呂市       |            |
| 飛騨川        | 大船渡     | 2,800    | 6,400    | 水路式     | 大船渡ダム            | 堰           | 13.0      | 1,660         | 1929       | 下呂市       |            |
| 飛騨川        | 新七宗     | 0        | 20,000   | 水路式     | 大船渡ダム            | 堰           | 13.0      | 1,660         | 1982       | 下呂市       |            |
| 飛騨川        | 七宗       | 3,900    | 6,200    | ダム水路式 | 七宗ダム              | 堰           | 10.6      | 783           | 1925       | 加茂郡白川町 |            |
| 飛騨川        | 名倉       | 9,200    | 22,200   | ダム水路式 | 名倉ダム              | 堰           | 13.5      | 1,151         | 1936       | 加茂郡白川町 |            |
| 飛騨川 細尾谷 | 上麻生     | 16,300   | 27,000   | ダム水路式 | 上麻生ダム 細尾谷ダム | 堰 重力      | 13.2 22.4 | 706 71        | 1926       | 加茂郡七宗町 |            |
| 飛騨川        | 新上麻生   | 0        | 61,400   | ダム水路式 | 名倉ダム              | 堰           | 13.5      | 1,151         | 1987       | 加茂郡七宗町 |            |
| 飛騨川        | 川辺       | 7,200    | 30,000   | 水路式     | 川辺ダム              | 重力         | 27.0      | 12,815        | 1937       | 加茂郡川辺町 |            |
| 小坂川        | 小坂川     | 4,300    | 21,300   | 水路式     | 兵衛谷ダム            | 堰           | 14.6      | -             | 1983       | 下呂市       |            |
| 竹原川        | 竹原川     | 300      | 1,200    | 水路式     | 竹原川ダム            | 堰           | 3.6       | -             | 1922       | 下呂市       |            |
| 馬瀬川        | 瀬戸第二   | 4,400    | 21,000   | 水路式     | 西村ダム 弓掛ダム     | 重力 堰      | 17.5 4.7  | 276 -         | 1938       | 下呂市       |            |
| 馬瀬川        | 馬瀬川第一 | 0        | 288,000  | 揚水       | 岩屋ダム              | ロックフィル | 127.5     | 173,500       | 1976       | 下呂市       | 多目的     |
| 馬瀬川        | 馬瀬川第二 | 0        | 66,400   | ダム式     | 馬瀬川第二ダム        | 重力         | 44.5      | 9,736         | 1976       | 下呂市       |            |
| 佐見川        | 佐見川     | 83       | 330      | 水路式     | 佐見川ダム            | 堰           | 10.0      | -             | 1928       | 加茂郡白川町 |            |

### 送電
飛騨川流域一貫開発計画で建設された水力発電所で生み出された電力は、幾つかの高圧送電線を経由して名古屋市、長野県方面、北陸地方に送電されている。
1954年（昭和29年）5月に最初に完成した濃飛幹線は朝日発電所から飛騨川本流の各発電所を経由して川辺発電所に至る全長86キロメートル、15万ボルト二回線、鉄塔159基の送電線網である。各発電所で発電された電力は川辺発電所から愛知県岩倉市にある岩倉変電所を経て、三重県四日市市にある三重変電所まで送られる。濃飛幹線の完成直後には北陸方面へ電力を融通するために北陸連絡線が完成する。これは朝日・久々野発電所の中間点付近より分岐して北上し、富山県へと至る全長25キロメートルの幹線である。建設については北陸電力と工事費を折半して施工された。これにより飛騨川の電力は北陸方面にも融通されるようになった。
1969年には高根第一発電所建設に伴い、超高圧送電線として高根幹線が建設される。この幹線は全長91キロメートル、27万ボルト二回線、鉄塔222基の送電線網であり、高根第一発電所から馬瀬川第一発電所を経て岐阜県関市の関開閉所へと至る。さらに1970年（昭和45年）10月には高根第一発電所を起点とする高根中信一号線が完成する。これは高根第一発電所から野麦峠を越えて長野県塩尻市にある中信変電所へ電力を送電する全長48キロメートルの送電線網であり、完成によって今度は長野県へも飛騨川の電力が送電されることになった。1973年（昭和48年）には二号線が増設されている。これにより高根幹線は長野県塩尻市から飛騨川流域最大級の水力発電所である高根第一・馬瀬川第一発電所を経由して岐阜県関市へ至る長大送電線網になった。

## バス事故とダム操作

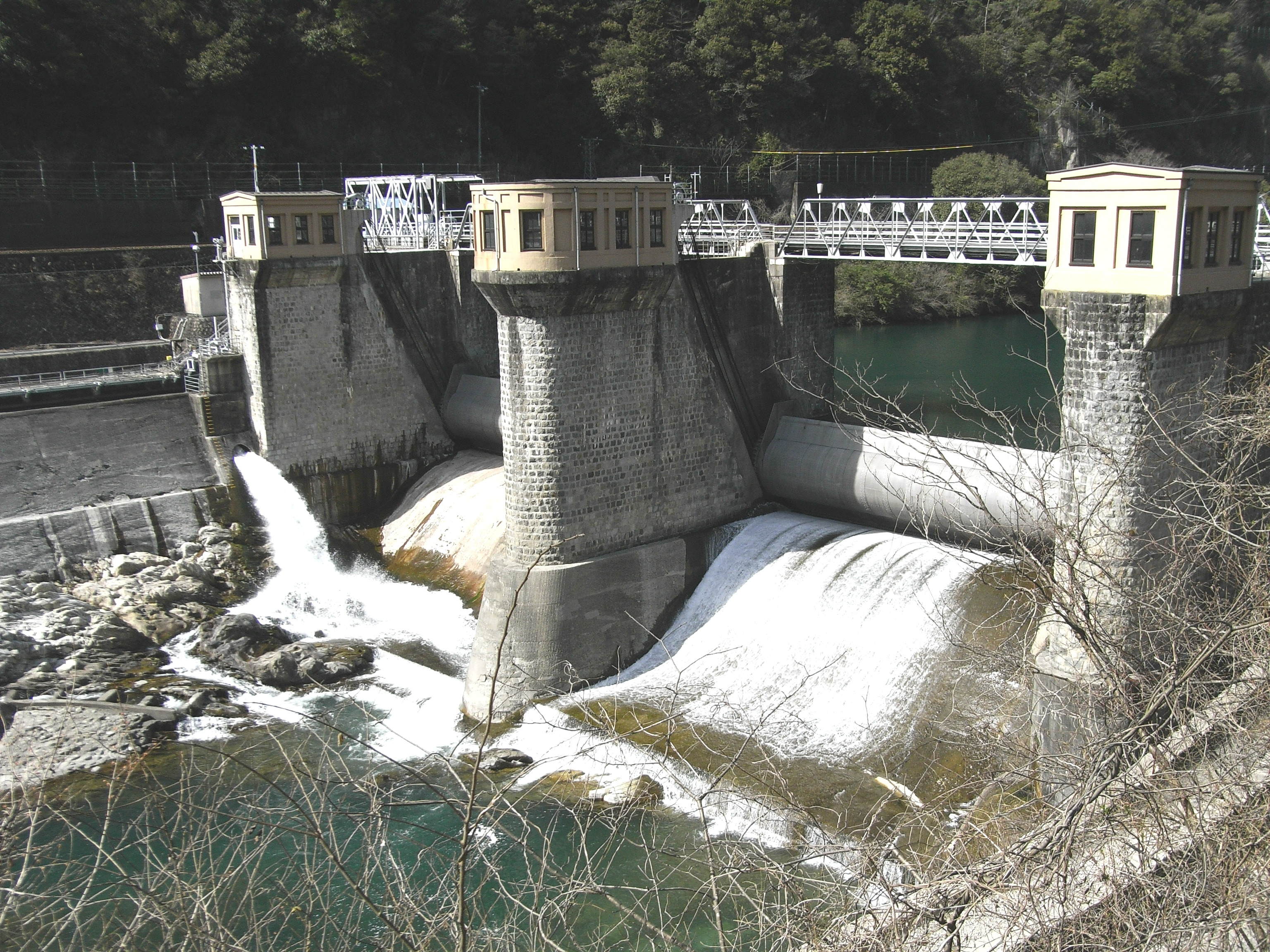
1926年（大正15年）に完成した上麻生ダム（飛騨川）。飛騨川バス転落事故救助活動で大きな役割を担った。

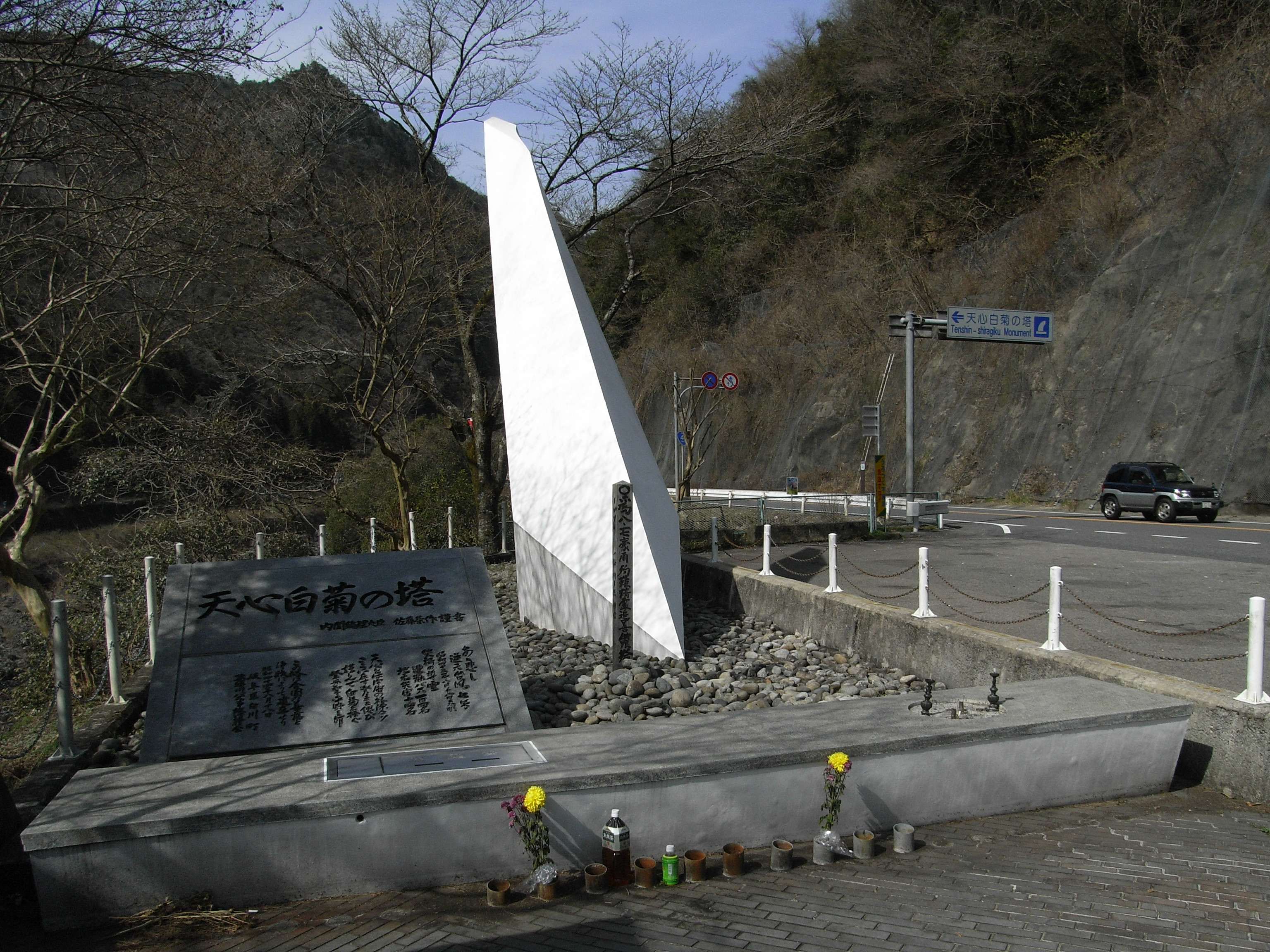
事故現場傍に建立された慰霊碑・天心白菊の塔。

1968年8月18日、折からの集中豪雨によって飛騨川沿いの国道41号を走っていた観光バス2台が上麻生ダム直下の飛騨川に転落、104名の死者を出す日本のバス事故史上最悪の事故が発生した。飛騨川バス転落事故である。この事故に際し、人命救助の観点から飛騨川流域一貫開発計画で建設されたダム・発電所が異例とも言える操作を行っている。
事故当時の飛騨川は台風崩れの豪雨によって水位が大幅に増水しており、かつ飛水峡という険阻な峡谷にバスが転落していたため、バスの引き上げと乗客の救助活動は難航を極めていた。陸上自衛隊守山駐屯地を始め岐阜県警、消防などが救助活動に当たっていたが、飛騨川流域のダムや発電所を管理する中部電力も要請を受けて岐阜支店長を本部長として社員延べ380名、管理用舟艇350艘を動員して支援体制に入っていた。しかし濁流渦巻く飛騨川の救助活動が難航を極めていることもあり、事故翌日の8月19日に上麻生発電所の全取水発電を行ってダム下流の水位を下げ、転落した2台のうち1台の引き上げを支援した。しかし川の中に没している残り1台の救助は水位がかなり低下しない限り困難であった。
8月21日中部電力は本社会議を行い、救助活動援護を目的に上麻生・名倉の両発電所とダムを利用して飛騨川の水位を極限まで下げる「水位零作戦」の実施を決定、捜索本部連絡会議で提案し了承された。まず上麻生ダムの貯水を全て放流して貯水池を空にし、上流にある名倉発電所では全出力運転を行い取水口である名倉ダムに極力貯水する。上麻生ダムが空になったところで名倉ダムから放流を行い、上麻生ダムはゲートを全閉して可能な限り洪水を貯留、同時に上麻生発電所が全出力運転を行い、ダム湖から取水することで水位の上昇を抑える。この上麻生ダム全閉操作により水がなくなった飛騨川に捜索隊が入り残る1台を捜索するという内容であった。ダムとはいえ上麻生ダムは極めて小規模でかつ治水容量は有しないことから、一歩間違えればダム決壊に繋がる操作であるが、飛騨川の流量が正常に戻るまで待つことが許されないため、ダム管理上異例の操作が8月22日より8月23日までの2日間にわたり岐阜支店長の指揮下で行われた。
ダムが全閉操作を行ってから満水になるまでは30分しか時間の余裕が無かったため、操作は反復して行われた。その30分間に海上自衛隊横須賀基地の潜水部隊と陸上自衛隊豊川駐屯地施設大隊によって残る1台が引き揚げられた。しかし乗客のほとんどは下流に流されていたため、今度は下流にある川辺ダムの全放流操作を1937年の完成以来初めて実施、ダム湖である飛水湖を空にして捜索活動を支援した。大正時代より飛騨川の開発に携わり地形や水文データが蓄積していることが、このような異例の放流操作を行えた要因となっている。なお、事故地点付近に建立された慰霊碑・「天心白菊の塔」は、上麻生発電所職員による清掃活動が月例奉仕として現在も続けられている。

## 補償
飛騨川流域一貫開発計画において建設された発電所やダムは多数に上るが、建設に伴う地元住民との補償問題の解決は避けて通れない課題であった。ダム建設によって故郷が水没する住民への一般補償、漁業が盛んな飛騨川の漁業補償、発電所の取水と灌漑用水取水との整合性が問題となった農業補償など、幾つもの補償案件が山積しており、その解決には相応の努力が必要であった。計画進行による住民の犠牲は、こうした大規模河川開発における最大の問題となっている。

### 一般・公共補償
飛騨川流域のダム開発において、住民の移転を伴う一般補償が実施されたのは川辺発電所・ダムの23戸が最初である。下表は発電所・ダム建設によって移転を余儀なくされた住民の戸数である。
| 発電所   | 川辺 | 朝日 | 東上田 | 久々野 | 新小坂 | 高根第一 高根第二 | 馬瀬川第一 馬瀬川第二 | 中呂 |
| -------- | ---- | ---- | ------ | ------ | ------ | ----------------- | --------------------- | ---- |
| 移転戸数 | 23   | 66   | 10     | 11     | 0      | 69                | 157 30                | 3    |

川辺ダムについては当時は東邦電力が施工しており、電力開発の国家的重要性を説いて最終的には円満解決されたと『飛騨川　流域の文化と電力』で述べられているが、詳細は不明である。戦後最初の補償案件となったのは朝日発電所と朝日ダム・秋神ダムにおける一般補償であり、両ダム合計で66戸水没することになった。当初は朝日村や久々野町といった関係自治体はダム建設を歓迎、朝日ダムに水没する地区住民も概ねダム建設は否定的ではなかったが、1951年に発電効率向上のため高さを一律12メートル高くすると発表したところ、当初の水没戸数24戸に加え42戸が新たに水没するため住民は挙って反発、当初融和的だった朝日村や久々野町もダム建設に否定的な姿勢を見せ、補償交渉は深夜に及んだ。最終的には日下部禮一高山市長や飛騨選出の前田義雄岐阜県議会議員、高山商工会議所が代替地を斡旋することで解決した。
東上田発電所・ダムでは当時田子倉ダム補償事件を始めダム補償交渉において高額の補償金妥結が報道されていたこともあり、住民は高額の補償金を要求。一時は事業者の中部電力が発電所建設を断念して大井川水系の開発に軸足を移そうとするなど決裂寸前に至った。この時期は水源地域対策特別措置法などの水没住民に対する法整備が未熟だったこともあり、岐阜県当局や周辺市町村の斡旋により解決が図られるケースが多かった。高根第一・第二発電所と高根第一・第二ダムの補償交渉では1963年に閣議決定された「電源開発等に伴う損失補償基準」が策定されたことから基準に沿った補償交渉が実施されたが、高根第一・第二については多額の補償金受け取りによる住民の生活基盤崩壊を防ぐため現金に代わり社債を提供して堅実な資金運用を提案、水没する69戸のうち64戸が応じている。
馬瀬川第一発電所・岩屋ダムでは水没戸数が157戸と多数に上り、補償交渉を担当した中部電力と地元住民の間で水没見舞金の支給を巡り当初は激しい対立があった。しかし岐阜県が水没見舞金の呈示に前向きな姿勢を示した段階から住民の態度も軟化。岐阜県・益田郡金山町（現在の下呂市）長の斡旋、また水没はしないがダム建設によって地域から地理的に孤立する少数残存者補償を受け入れるなど事業者側も譲歩したため、住民側も事業者側の提示する補償基準に合意。水没住民の移転を含め大規模なダムとしては異例の3年目で交渉が妥結している。ダム規模が同等で当時激しい反対運動により事業が長期化していた八ッ場ダム（吾妻川）、大滝ダム（紀の川）、川辺川ダム（川辺川）などと比べほぼ円満な解決であり、水没予定地にはダム反対運動によく見られる「ダム反対」の看板や幟が全くみられなかったという。
一般補償については水源地域対策特別措置法といった法整備がない状態であったが、基本的には流域自治体が電力開発に理解を示し交渉妥結のために様々な斡旋を行ったことが、頑強な反対運動にまで発展しなかった理由である。一方公共補償については報奨金という名目で学校や消防施設、医療機関の建設や道路・上下水道の整備などが中部電力の負担で実施され、特に道路については劣悪だった道路事情の改善に寄与している。またダムや発電所建設に伴う固定資産税収入は自治体の財政において無視できない位置を占め、1974年（昭和49年）には電源三法（電源開発促進税法・発電用施設周辺地域整備法・電源開発促進対策特別会計法）が施行され、特に発電用施設周辺地域整備法については完成して年月の経過した発電所も対象になることから自治体の公共事業整備に役立っている。
その反面、多くの住民が移転したことにより過疎化が進行、旧朝日村では60戸300名が高山市などに移転したため急激に人口が減少、旧高根村では人口の16.5パーセント、世帯数の16パーセントに当たる65戸350名がやはり高山市などに移転し過疎化に拍車を掛け、旧金山町では152戸836名、旧馬瀬村では特に下山地区が25戸155名の集落全体が関市などへ移転。これらの地域では深刻な過疎化を招いている。

### 漁業補償

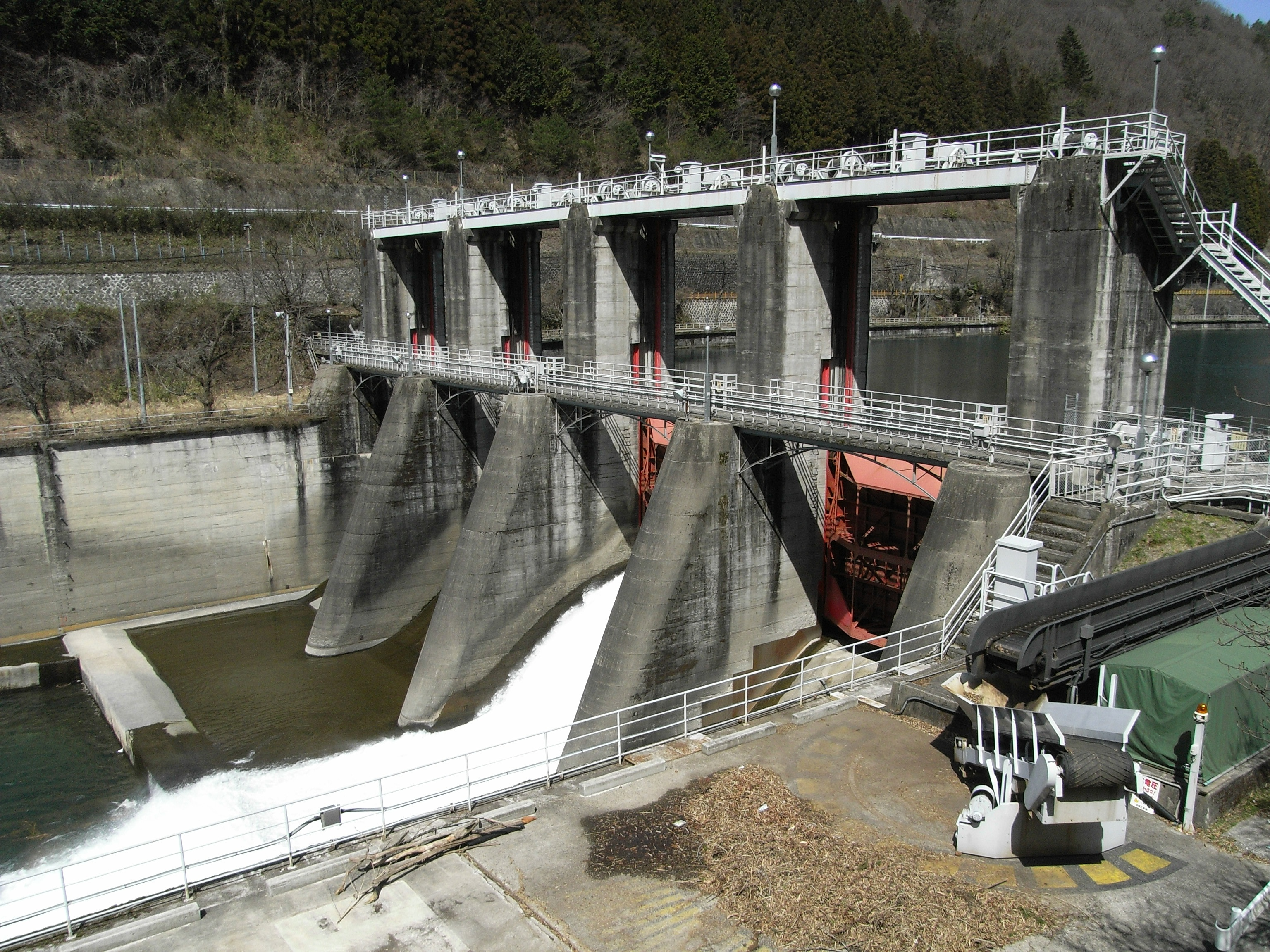
河川維持放流を行う東上田ダム（飛騨川）。1954年（昭和29年）完成。

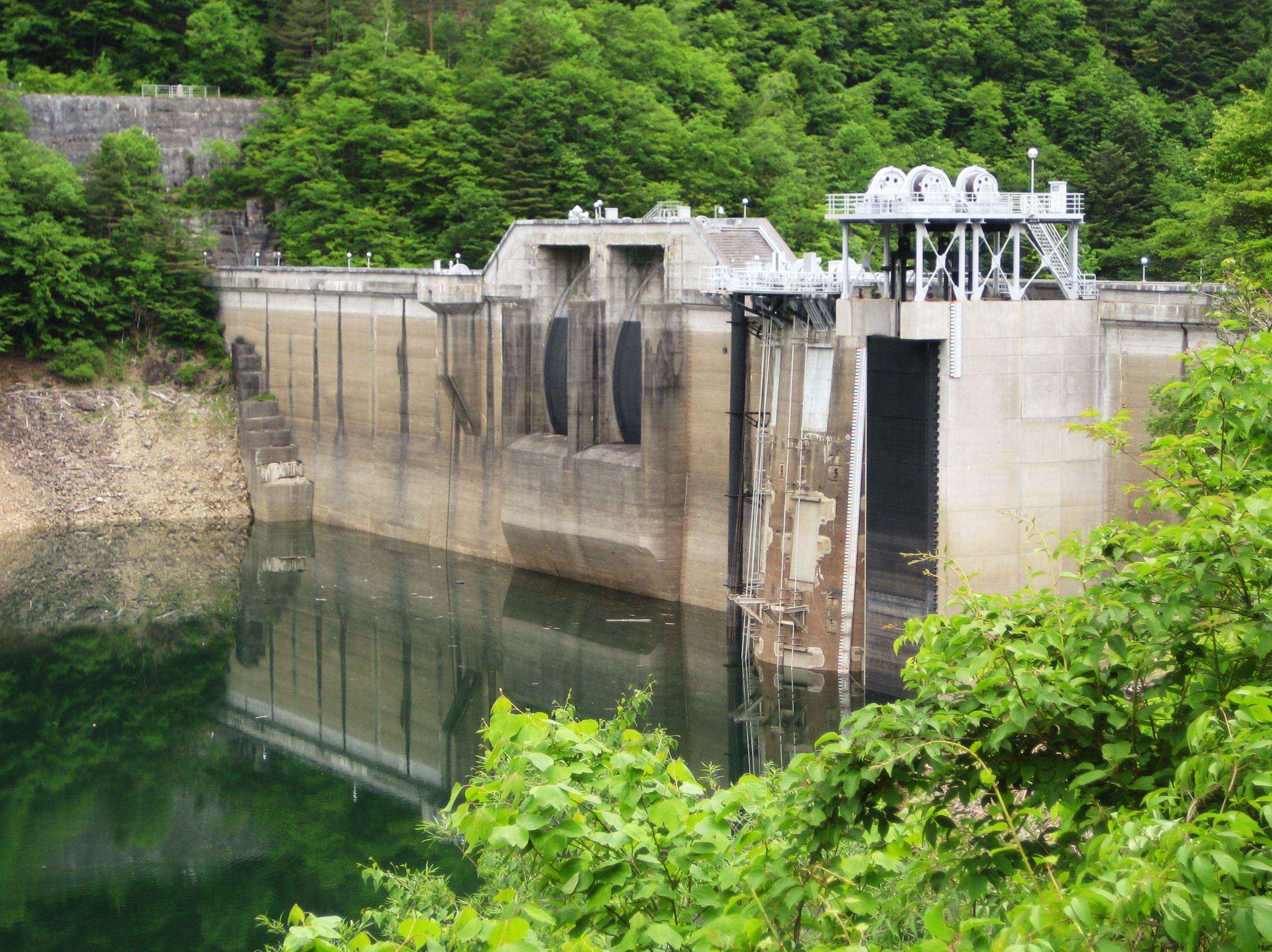
濁水問題を契機に設置された朝日ダムの表面取水設備。

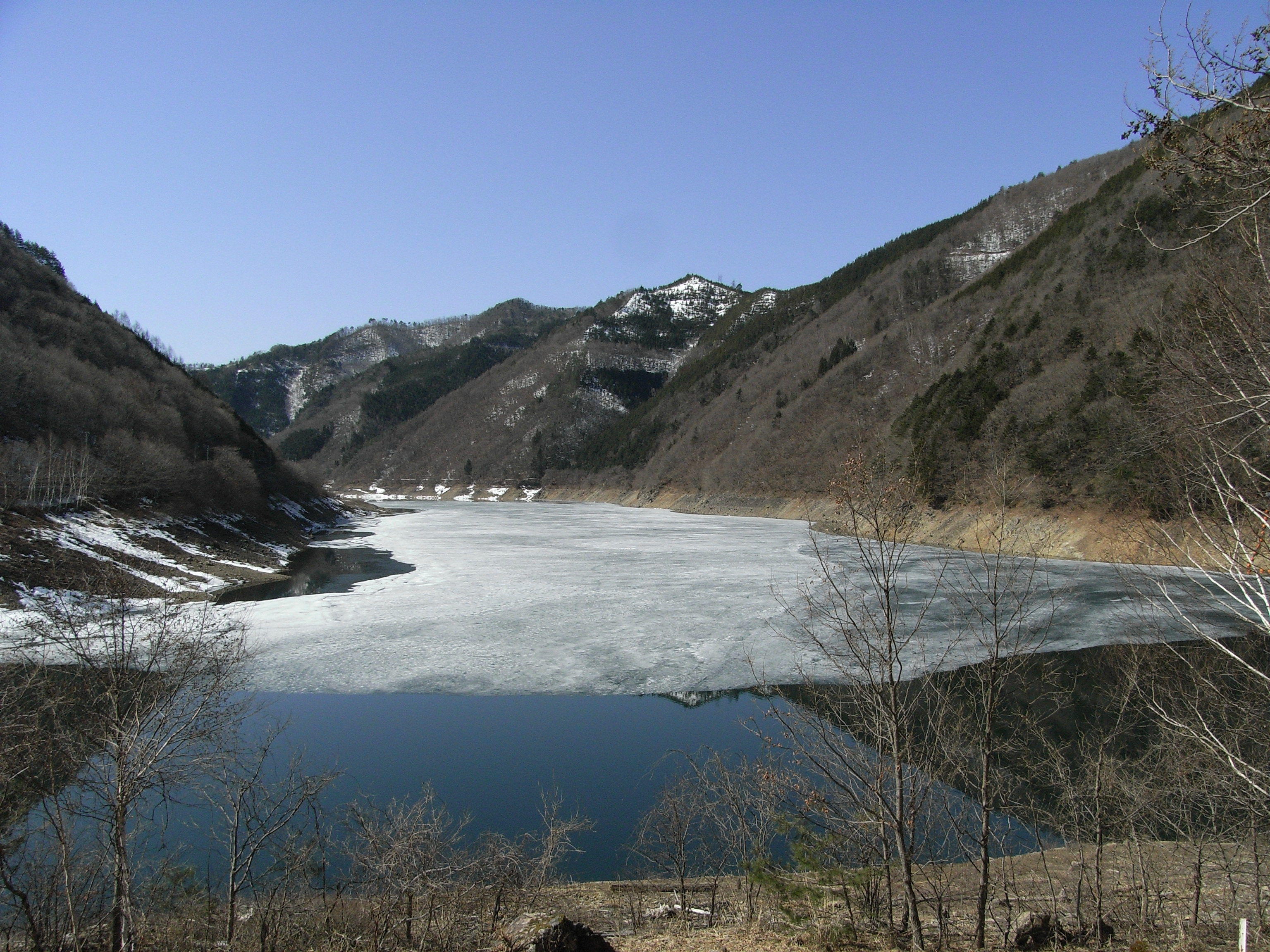
秋神貯水池。大物のアマゴが多く釣れる。

飛騨川は流域のほとんどを山地で占めているが、植生は良好で水源涵養（かんよう）も保持されていた。これが水生昆虫や藻類の繁殖を促し、さらに魚類が棲息するという好循環を生み出していた。飛騨川や支流の馬瀬川はアユ釣りが特に盛んなほか、イワナ、アマゴ、ウナギ、コイなど豊富な漁業資源を有する河川であった。しかし水力発電所、特にダムを建設することでアユなどの遡上する魚類が深刻な影響を受けるほか、工事中の濁水で河川環境が悪化するなど漁業で生計を立てる関係者にとっては死活問題であり、日本各地のダム開発では漁業権を保有する漁業協同組合との漁業補償交渉が特に困難を極めていた。
飛騨川でも例に漏れず、漁業補償は一般補償に比べはるかに交渉が難航した。日本電力や東邦電力が競って開発を行っていた大正時代は飛騨川に漁業協同組合は存在せず、またダム自体の高さが低く抑えられていた。さらに岐阜県当局がダム建設を許可する条件として魚道の設置を義務付けていたため、上麻生・七宗・大船渡などのダムには魚道が設置され、魚類の遡上には支障を来たしていなかった。しかし戦後に入ると小坂ダムを境に上流を益田川上流漁業協同組合、下流を益田川漁業協同組合、最下流部を飛騨川漁業協同組合が第五種共同漁業免許を取得して漁業権を管理。馬瀬川でも馬瀬川上流・下流漁業協同組合が漁業権を管理しており、漁業資源が衰微するダム・発電所建設には頑強に反対した。特に戦後のダム建設は朝日ダムなど魚道の設置が物理的に不可能なハイダムを多く建設していたことから、より解決が困難になっていた。
朝日ダムから始まった漁業補償交渉は、魚道の設置可否を巡り意見が対立。最終的に魚道を設けない代わりに東上田ダムでは漁業資源保護のための河川維持放流を行い、また益田郡萩原町（現在の下呂市）に岐阜県水産試験場を大垣市から誘致し養殖を促進するなど対策を行って妥結した。しかし1965年7月飛騨川流域を集中豪雨が襲い、朝日ダムに合流する渓谷でがけ崩れが多発。それが原因で濁水が流れ込み数年にわたって飛騨川が濁る朝日ダム濁水問題が発生した。
飛騨川の濁水は年を追っても一向に解決する気配を見せず、朝日ダムの放流と高根第一ダムのコンクリート骨材採取に原因を求めた益田川漁業協同組合は濁水解決を中部電力に対して強硬に主張。濁水が飛騨川バス転落事故捜索を困難にさせている一因であると世論に訴え、中部電力が補償に応じなければ高根第一ダム工事現場に実力行使を以って工事を停止させるとまで強硬な姿勢を取った。飛騨川流域の町村長・町村議会議長、下呂温泉を始めとする町村観光協会なども漁協の主張に同意し、1966年飛騨川公害対策協議会が設置され濁水問題は公害問題に発展する気配を見せた。さらには岐阜県公害対策協議会・岐阜県議会公害対策特別委員会が設けられる事態に発展し、政治問題となった。濁水問題への反発が高まりダムを管理する中部電力は小坂発電所増設、高根第一・第二発電所の工事、さらには馬瀬川第一・第二発電所計画が遅延、飛騨川流域一貫開発計画は停滞する。最終的には事態を重く見た岐阜県当局が仲裁に乗り出し、県の斡旋案で収拾させるに至った。中部電力は朝日ダムに表面取水設備を設置し、比較的清浄な貯水池上層の水を放流することで飛騨川の濁水を解消する対策を取るほか、上流発電所群の運用改善と東上田ダムの放流水を15ppm以下に抑える、秋神貯水池の清浄な水を朝日貯水池に導水し濁水軽減を図るなどの恒久対策を行うことで1972年（昭和47年）3月、岐阜県庁公害対策事務局との協定締結により一連の問題は発生から6年目で解決した。
岩屋ダムを始めとする馬瀬川第一・第二発電所では長良川と並ぶアユの宝庫であった馬瀬川にダムを建設することに馬瀬川上流・下流の漁業協同組合が反発。特に下流漁協は瀬戸第二発電所の取水元である西村・弓掛ダムの撤去を求めるなど強硬な姿勢を取った。この件も岐阜県が仲裁に入り両ダムに魚道を新設する、またアユ養殖施設を新設するなどの条件で妥結した。中呂発電所では度重なるダム・発電所建設で漁場が縮小に次ぐ縮小を受けた益田川漁業協同組合が反対、交渉妥結に3年を費やしている。下表は漁業補償交渉において中部電力が各漁協に支払った補償金の一覧表である。
| 漁協\発電所 | 朝日       | 東上田     | 久々野     | 新小坂     | 高根第一 高根第二 | 馬瀬川第一 馬瀬川第二 | 中呂        |
| ----------- | ---------- | ---------- | ---------- | ---------- | ----------------- | --------------------- | ----------- |
| 益田川上流  | 12,880,000 | 60,300,000 | 70,000,000 | 3,300,000  | 46,700,000        | -                     | -           |
| 益田川      | 12,880,000 | 60,300,000 | 3,700,000  | 17,100,000 | 12,000,000        | 18,000,000            | 114,500,000 |
| 飛騨川      | -          | -          | -          | -          | -                 | 10,500,000            | -           |
| 馬瀬川上流  | -          | -          | -          | -          | -                 | 57,500,000            | -           |
| 馬瀬川下流  | -          | -          | -          | -          | -                 | 320,000,000           | -           |
| 共同漁場    | -          | -          | -          | -          | -                 | 9,600,000             | -           |

このように漁業補償は難航を極めた。漁協としては水力発電所やダム建設により生業である漁場が繰り返し失われるため、将来の生活に不安を覚えたための反対運動であったが、電力開発の重要性も認識していたため最終的には苦渋の決断を行っている。飛騨川は多数のダムが建設されたことで回遊魚の遡上が只見川などと同様に絶望的になったが、一方で陸封魚となったアマゴなどが巨大化しており、秋神貯水池などでは新たな漁業資源となっている。飛騨川の水質管理については朝日ダム濁水問題の教訓として高根第一ダムなどにも選択取水設備を設置、濁水防止対策を講じている。2006年（平成18年）7月の洪水においてその効果は発揮され、財団法人ダム水源地環境整備センターより「ダム・堰危機管理業務顕彰奨励賞」を受賞している。

### 農業補償

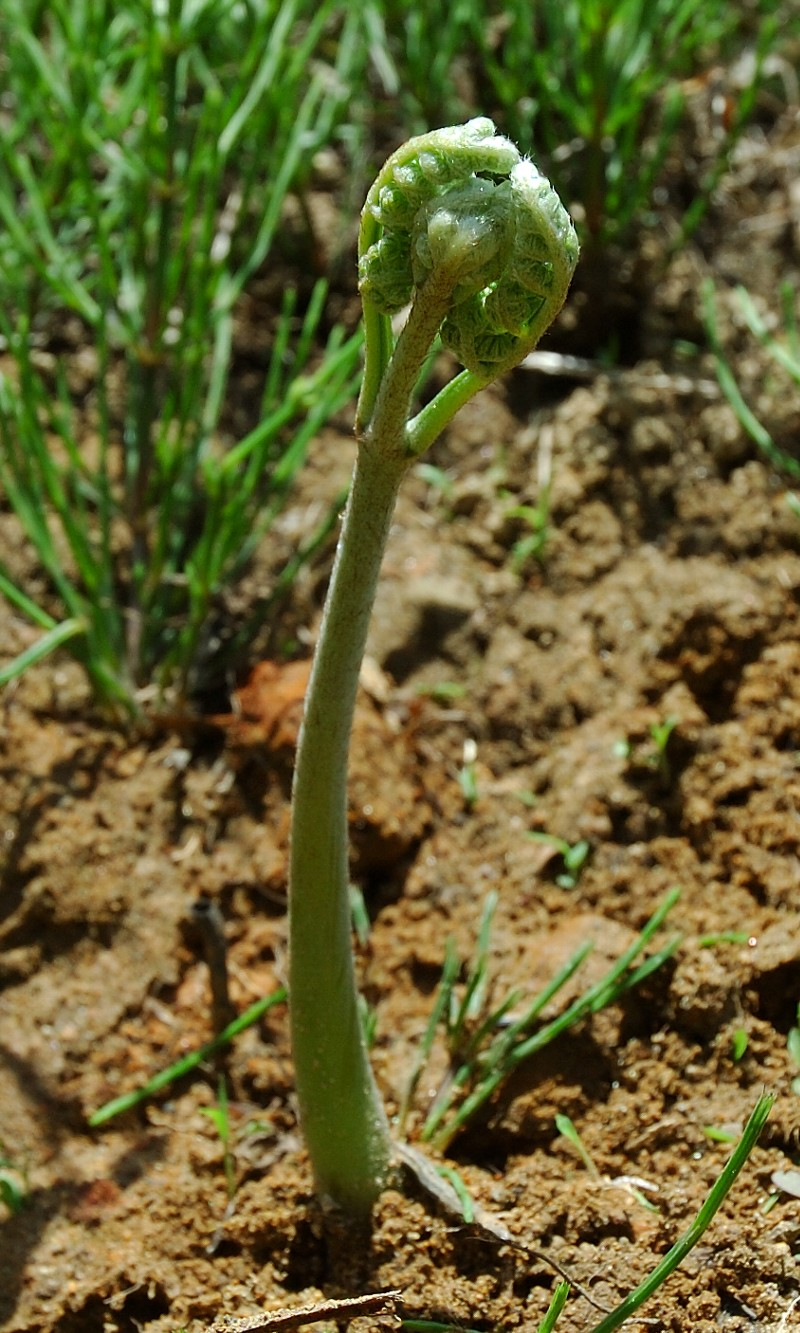
ワラビ。根の部分を加工して作られるワラビ粉は飛騨川上流域の特産品。

農業に関連する補償としてはダム建設に伴う農地水没に対する補償、特産品栽培に対する補償、慣行水利権に対する補償の3種類が飛騨川流域の水力発電事業では見られた。ここでは後二者について解説する。
特産品補償については朝日ダムと高根第一ダムにおいて見られた。当時朝日村と高根村ではワラビの根からワラビ粉を生産しており、高根村では特産品として多額の収入を上げており生活基盤の一つであった。しかしダム建設に伴い移転する住民の中には、ワラビ粉の生産が不可能になるため収入の途が閉ざされる。このため減収に対する補償が求められ、生活再建の一環として補償が転出住民に行われた。
一方慣行水利権に対する補償は、主に農業用水の取水がダムや発電所の建設によって取水量が減少し、十分な灌漑が行われなくなることに対する補償である。これは戦前・戦後を問わず、発電所建設時に水利権を取得する際に交付される水利使用許可命令書、あるいは水利使用規則においてこれら慣行水利権の使用に支障を来たさないようにしなければならないと定められているためであり、農業保護対策として水利権使用の許認可権を持つ河川管理者が特に注文していた。
飛騨川の水力発電開発の場合、瀬戸第二発電所や朝日発電所、久々野発電所、小坂発電所において頭首工の新設や取水堰からの河川維持放流によって慣行水利権分の流量を維持する対策が取られており、多目的ダムや治水ダムにおける目的の一つ不特定利水が事実上実施されている。馬瀬川第二発電所では発電用水利権により取水される水で農業用水の取水に支障を来たすことから新たに揚水施設を建設した。東上田発電所では流域の旧萩原町が丘陵地に農地が多く営まれているため、ダム建設に伴う取水量減少に不安を持つ土地改良区が反対していた。またダムから発電所へ導水するためのトンネル工事で水脈を掘ったことから、渓流が枯渇したり水が少なくなることで農業用水11件、800戸の水道供給に被害を与えた。このため補償費支払いのほか頭首工の新設、簡易水道整備などの対策を実施している。

### 益田川流木事件

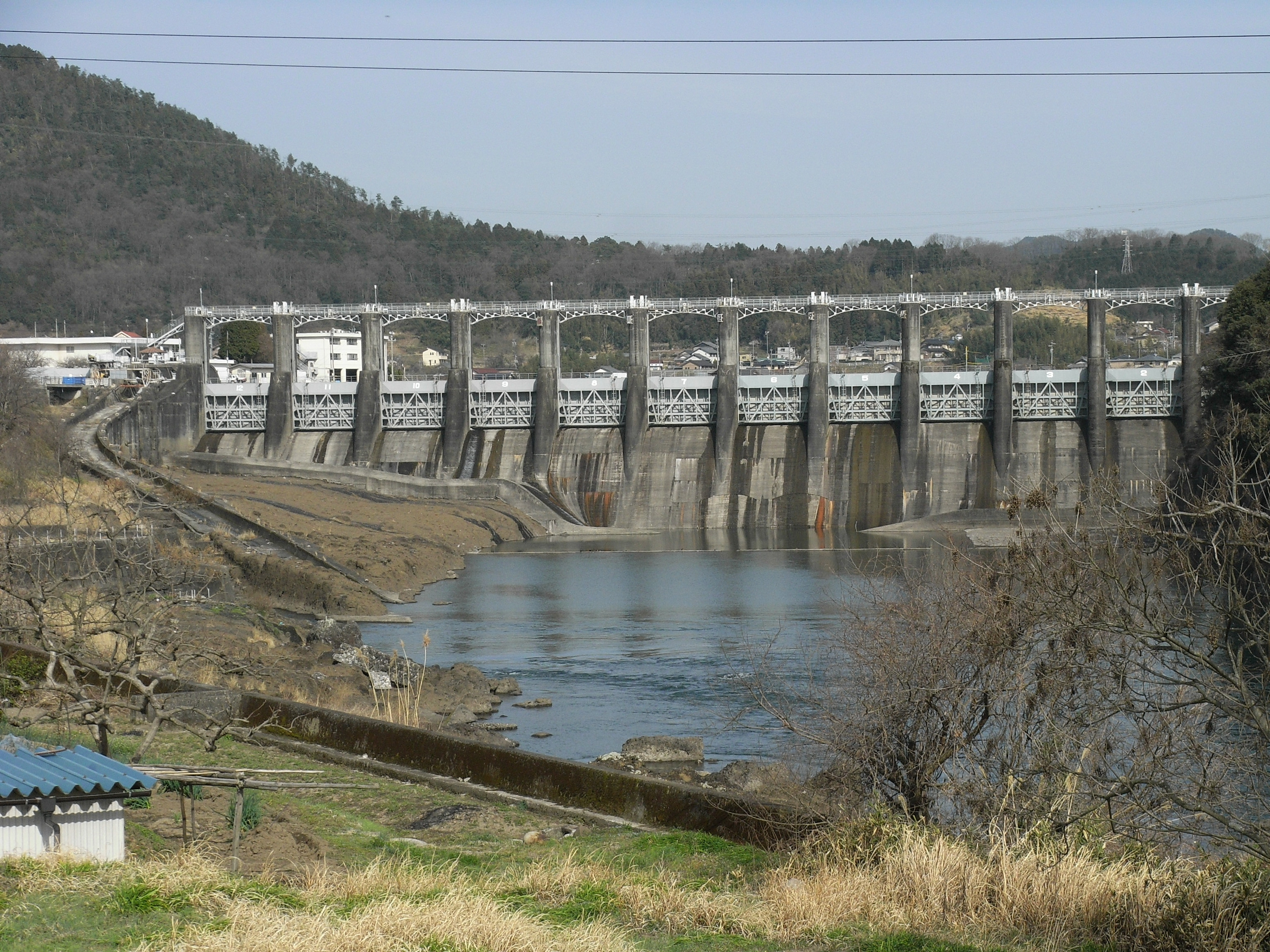
1937年（昭和12年）に完成した川辺ダムと川辺発電所。左側の魚道と放流用ゲートの間に舟運用通路がある。

流木に対する補償は主に戦前の一時期に見られた補償形態であり、戦後は佐久間ダム（天竜川）や長安口ダム（那賀川）など少数に留まり現在は実施されていない。飛騨川流域の山林は江戸時代は加茂郡の一部が尾張藩の領地として、明治時代は皇室御料林として管理される美林であった。その総面積は20万ヘクタールにも及び、ヒノキ、スギ、モミなどが生育するため江戸時代以降林業が盛んになった。当時の飛騨川流域は険阻な峡谷のため道らしい道は存在せず、木材を名古屋方面に運搬するには専ら流木による輸送が行われていた。流れた木材は現在の加茂郡七宗町下麻生にていかだに組みなおされ、木曽川を下って名古屋へ輸送された。こうした流木が行われるのは洪水期を避ける意味から水量の少ない冬季に行われるが、往々にして急流河川で流木は実施されていたことから、急流河川で好んで行われた水力発電開発が流木を途絶させるため流木業者との相性は悪かった。しかも流木が盛んに行われる冬季は水が少ないため、水力発電所は水量を確保するために特に取水を強化する時期であり、水量が少なくなって流木が支障を来たすことで流木業者の不満は高まる一方であった。
これらの理由で電力会社と流木業者の紛争はしばしば激しいものとなった。特に知られているのが、庄川において浅野総一郎率いる庄川水力電気と飛州木材が、小牧ダム建設と慣行流木権の有無を巡り長期にわたって法廷闘争にまで発展した庄川流木事件である。この庄川流木事件に先んじ、飛州木材は飛騨川においても日本電力との間で慣行流木権を巡り激烈な紛争を1920年から1924年まで繰り広げていた。これを益田川流木事件と呼ぶ。契機となったのは日本電力が瀬戸第一発電所を建設する際に、河川管理者である岐阜県知事から流木権保全のため冬季の流木シーズンには毎秒400立方尺の放流義務を許可条件としたことに始まる。しかしこれを行うと冬季の取水量は激減し発電能力は最大で2万7000キロワットの能力がわずか2,000キロワット弱に低下し、発電所として用を成さなくなる。このため発電所に導水する導水路を流木用水路と兼用させ、発電能力の維持を図る折衷案を県知事に提示し、許可を受けた。ところが飛騨川の流木を一手に引き受けていた飛州木材は当初の条件を遵守するよう強硬に異議を申立て、折衷案を是とする日本電力との間で激しい対立を招き、瀬戸ダムに貯留した木材の流下を促すためのゲートの開放を巡り両者が一触即発の衝突寸前にまで至った。
事態を重視した岐阜県は県議会議長を仲介役として調停に入り、木材輸送に関する輸送期間の遵守と流木従事者への賃金負担、輸送期間を超過した場合の損失補てんを盛り込んだ覚書を飛州木材と交わし、代わりに折衷案を飛州木材は認めることで合意が図られ、4年間に及ぶ紛争は解決した。この益田川流木事件以降、流木権維持のためダムには魚道の流木版である流木路を設けて流木を円滑にさせることが絶対条件となり、川辺ダム建設までは流木路や舟運確保のためのレール敷設が行われた。しかし1934年（昭和9年）10月25日に高山本線が岐阜駅と高山駅間で全通したことで木材輸送は一挙に鉄道輸送に切り替えられ、流木による木材輸送は衰退。戦後は全く見られなくなりダムや発電所建設において流木補償を行う必要性はなくなった。

## ダムと観光

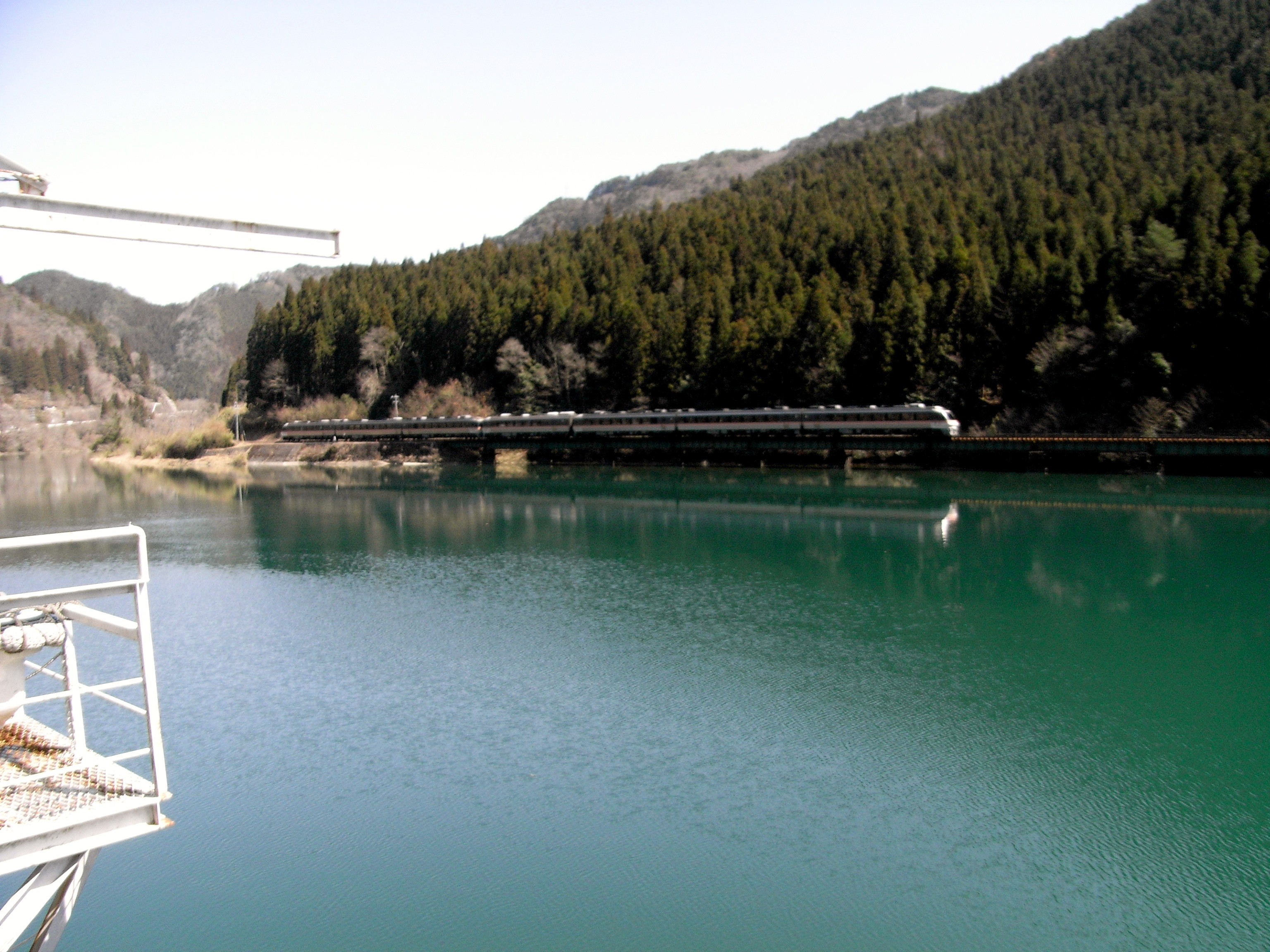
下原ダム湖畔を通過する高山本線と特急ワイドビューひだ。鉄道ファンの撮影スポットである。

飛騨川流域に建設されたダムは発電に利用されているだけではなく、地域のレジャーにも利用されている。特に川辺ダムについては穏やかな水面がボート競技に適しており、1970年に岐阜県川辺漕艇場が人造湖である飛水湖に設けられた。日本ローイング協会が認定する国際A級ボートコースに認定されており、インターハイなど多くの大会が開催される日本有数のコースで、2012年（平成24年）開催予定の岐阜国体のボート競技会場に決定している。また観光の面ではダムや発電所の半数以上が、現在の下呂市金山町に集中していることから旧金山町では「ダムの町」として観光の一つに挙げていた。またアユやアマゴなどが高根第一ダムの人造湖である高根乗鞍湖や岩屋ダムの人造湖である東仙峡金山湖などの人造湖で釣ることができる。下原ダムは左岸を高山本線が通過するが、ダム建設に際し線路が水没するため新たに鉄橋を設けた。この下原ダム湖を渡る鉄橋は高山本線における撮影スポットの一つとして知られ、休日には鉄道ファンが撮影のために訪れている。国道41号や国道361号沿いからは建設されたダムの多くを容易に望むことが可能である。
しかし飛騨川流域のダムはほとんどが管理上の理由で、水資源機構が管理している岩屋ダムとダムの天端（てんば）が生活用道路として利用される瀬戸ダム、七宗ダム、大船渡ダム、馬瀬川第二ダム以外は一般人の立入が厳しく規制されている。発電所は中部電力の許可を得ない限り全て立入禁止である。かつては高根第一ダムも立ち入りが可能であり、冬から春に掛けては雪を被った乗鞍岳を正面に望むことが出来たが、発電所・ダムの無人管理が実施されて以降は立入禁止となった。国土交通省や水資源機構、各地方自治体が積極的にダムを観光資源として開放しているのとは対照的で、国土交通省直轄ダムのほか都道府県営ダムや電力会社管理ダムなども発行を開始したトレーディングカードであるダムカードも、飛騨川流域では岩屋ダムしか発行していない。

## 年表
1911年の関西電力発起人による瀬戸第一発電所など4発電所の水利権申請に始まる飛騨川流域の水力発電開発は、戦後飛騨川流域一貫開発計画として大規模に展開され、1987年の新上麻生発電所の運転開始まで76年間、新規の水力発電事業が続けられた。ここでは年表形式で開発の歴史を記す。
| 西暦   | 年号     | 出来事                                                                                               |
| ------ | -------- | --- |
| 1911年 | 明治44年 | 関西電力発起人、久々野・小坂・瀬戸第一・馬瀬川（瀬戸第二）発電所の水利権取得を岐阜県に申請する。     |
| 1914年 | 大正3年  | 小坂電灯、製材所に川井田発電所を建設し運転開始。飛騨川流域初の水力発電所。                           |
| 1919年 | 大正8年  | 日本電力発足。                                                                                       |
| 1919年 | 大正8年  | 岐阜興業発起人、飛騨川第一・第二・第三発電所の水利権取得を岐阜県に申請する。                         |
| 1920年 | 大正9年  | 益田川流木事件勃発。                                                                                 |
| 1921年 | 大正10年 | 瀬戸第一・竹原川発電所着工                                                                           |
| 1921年 | 大正10年 | 大同電力発足。                                                                                       |
| 1922年 | 大正11年 | 竹原川発電所運転開始。飛騨川流域で現存する最古の水力発電所。                                         |
| 1922年 | 大正11年 | 東邦電力発足。                                                                                       |
| 1922年 | 大正11年 | 岐阜興業、東邦電力より役員を受け入れ岐阜電力と改称。                                                 |
| 1924年 | 大正13年 | 瀬戸第一発電所運転開始、瀬戸ダム完成。                                                               |
| 1924年 | 大正13年 | 益田川流木事件、岐阜県の仲裁で解決。                                                                 |
| 1925年 | 大正14年 | 七宗発電所運転開始、七宗ダム完成。                                                                   |
| 1926年 | 大正15年 | 東邦電力、岐阜電力を吸収合併。                                                                       |
| 1926年 | 大正15年 | 上麻生発電所運転開始、上麻生ダム・細尾谷ダム完成。                                                   |
| 1928年 | 昭和3年  | 佐見川発電所運転開始。                                                                               |
| 1929年 | 昭和4年  | 大船渡（金山）発電所運転開始、大船渡ダム完成。                                                       |
| 1930年 | 昭和5年  | 小坂発電所運転開始、小坂ダム完成。                                                                   |
| 1930年 | 昭和5年  | 瀬戸第二発電所変更申請。これに伴い日本電力・東邦電力間で水利権問題勃発。                             |
| 1934年 | 昭和9年  | 日本電力・東邦電力、瀬戸第二発電所における水利権問題で交渉妥結。                                     |
| 1936年 | 昭和11年 | 名倉発電所運転開始、名倉ダム完成。                                                                   |
| 1937年 | 昭和12年 | 川辺発電所運転開始、川辺ダム完成。                                                                   |
| 1938年 | 昭和13年 | 瀬戸第二発電所運転開始、西村ダム完成。                                                               |
| 1938年 | 昭和13年 | 下原発電所運転開始、下原ダム完成。                                                                   |
| 1939年 | 昭和14年 | 日本発送電発足。                                                                                     |
| 1939年 | 昭和14年 | 東邦電力と大同電力の共同事業である今渡発電所運転開始、今渡ダム完成。                                 |
| 1941年 | 昭和16年 | 配電統制令発令。                                                                                     |
| 1941年 | 昭和16年 | 飛騨川流域の全水力発電所、日本発送電に接収される。                                                   |
| 1942年 | 昭和17年 | 中部配電発足。                                                                                       |
| 1946年 | 昭和21年 | 日本発送電東海支店、朝日発電所・朝日ダムの調査開始。                                                 |
| 1948年 | 昭和23年 | 日本発送電・9配電会社、過度経済力集中排除法に指定される。                                            |
| 1950年 | 昭和25年 | ポツダム政令に基づく電気事業再編成令発令。日本発送電分割・民営化。                                   |
| 1951年 | 昭和26年 | 中部電力発足。飛騨川流域の水力発電施設・発電用水利権を継承。                                         |
| 1951年 | 昭和26年 | 国土総合開発法に基づき木曽特定地域総合開発計画が閣議で決定。朝日など3発電所4ダム計画が盛り込まれる。 |
| 1953年 | 昭和28年 | 朝日発電所運転開始、朝日ダム・秋神ダム完成。                                                         |
| 1954年 | 昭和29年 | 東上田発電所運転開始、東上田ダム完成。                                                               |
| 1962年 | 昭和37年 | 飛騨川流域一貫開発計画発表。                                                                         |
| 1962年 | 昭和37年 | 水資源開発促進法施行、水資源開発公団発足。                                                           |
| 1962年 | 昭和37年 | 久々野発電所運転開始、久々野ダム完成。                                                               |
| 1964年 | 昭和39年 | 河川法改訂。飛騨川、一級河川に指定される。                                                           |
| 1965年 | 昭和40年 | 飛騨川本流全域が「飛騨川」の名称で統一される。                                                       |
| 1965年 | 昭和40年 | 飛騨川150万キロワット一貫開発計画発表。                                                              |
| 1965年 | 昭和40年 | 木曽川水系、水資源開発促進法に基づく開発水系に指定される。                                           |
| 1965年 | 昭和40年 | 朝日ダム濁水問題が表面化する。                                                                       |
| 1966年 | 昭和41年 | 小坂発電所増設。                                                                                     |
| 1966年 | 昭和41年 | 濁水問題に対し流域町村・漁協・観光協会などが飛騨川公害対策協議会を設置する。                         |
| 1968年 | 昭和43年 | 中部電力、馬瀬川総合開発事業に電気事業者として参加。                                                 |
| 1968年 | 昭和43年 | 飛騨川バス転落事故発生。中部電力「水位零作戦」で救助活動を援護する。                                 |
| 1969年 | 昭和44年 | 高根第一・第二発電所運転開始。高根第一ダム・高根第二ダム完成。                                       |
| 1970年 | 昭和45年 | 川辺ダムの人造湖・飛水湖に岐阜県川辺漕艇場が開設される。                                             |
| 1972年 | 昭和47年 | 岐阜県との間で濁水対策協定が締結され、朝日ダム濁水問題終結。                                         |
| 1974年 | 昭和49年 | 電源三法施行。馬瀬川第一発電所が第一次対象に指定される。                                             |
| 1976年 | 昭和51年 | 馬瀬川第一・第二発電所運転開始。岩屋ダム・馬瀬川第二ダム完成。                                       |
| 1978年 | 昭和53年 | 中呂発電所運転開始。                                                                                 |
| 1982年 | 昭和57年 | 新七宗発電所運転開始。                                                                               |
| 1983年 | 昭和58年 | 小坂川発電所運転開始。兵衛谷ダム完成。                                                               |
| 1987年 | 昭和62年 | 新上麻生発電所運転開始。飛騨川流域一貫開発計画に基づく新規水力開発、概ね終了する。                   |
| 2003年 | 平成15年 | 瀬戸第一・第二、下原、大船渡、七宗、佐見川の各発電所が改修され、発電出力が増強される。               |